# Biserica reformată din Șieu-Odorhei

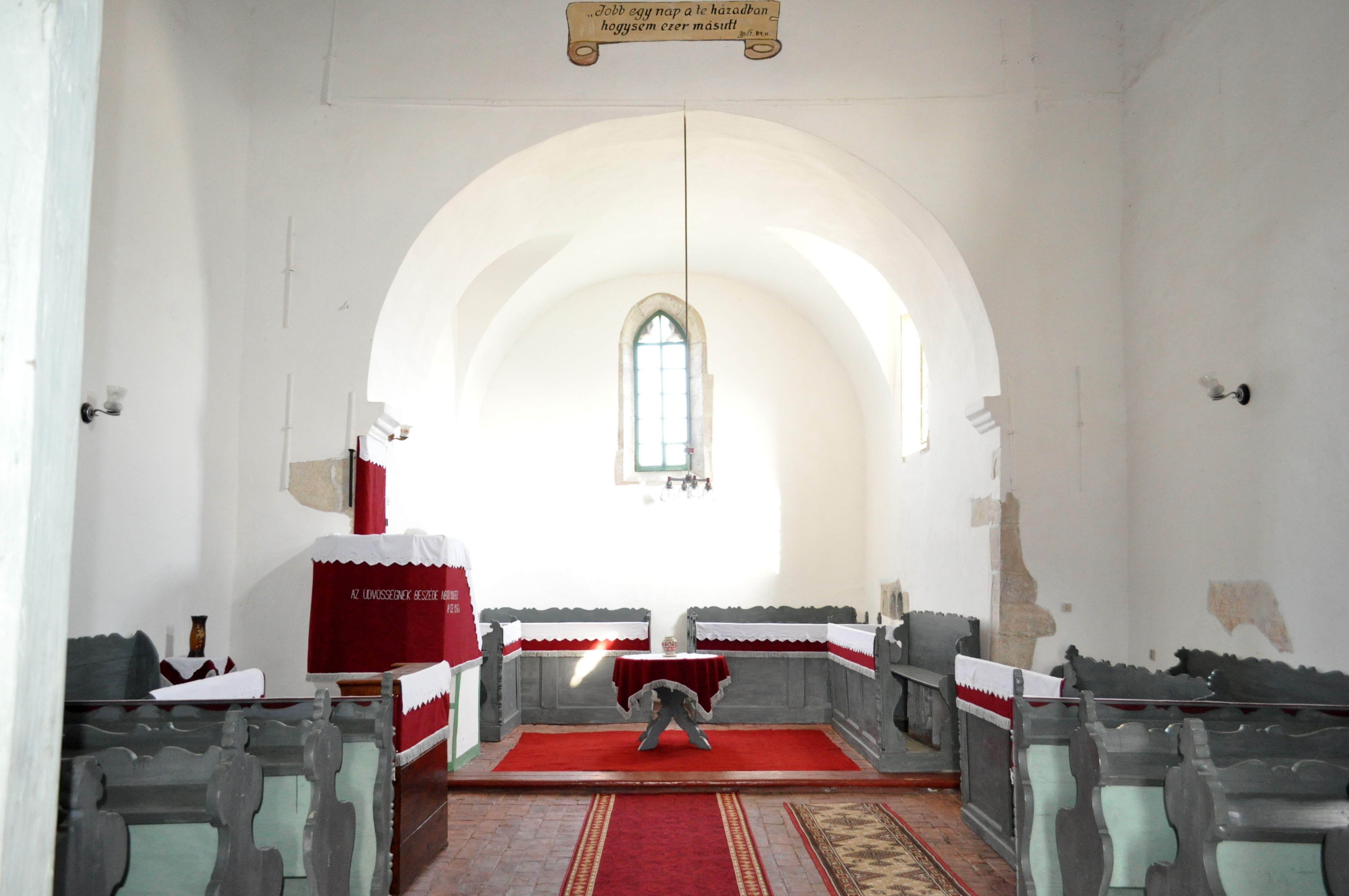
Interiorul bisericii reformate din Șieu-Odorhei

Biserica reformată din Șieu-Odorhei este un monument istoric aflat pe teritoriul satului Șieu-Odorhei; comuna Șieu-Odorhei.

## Imagini din exterior

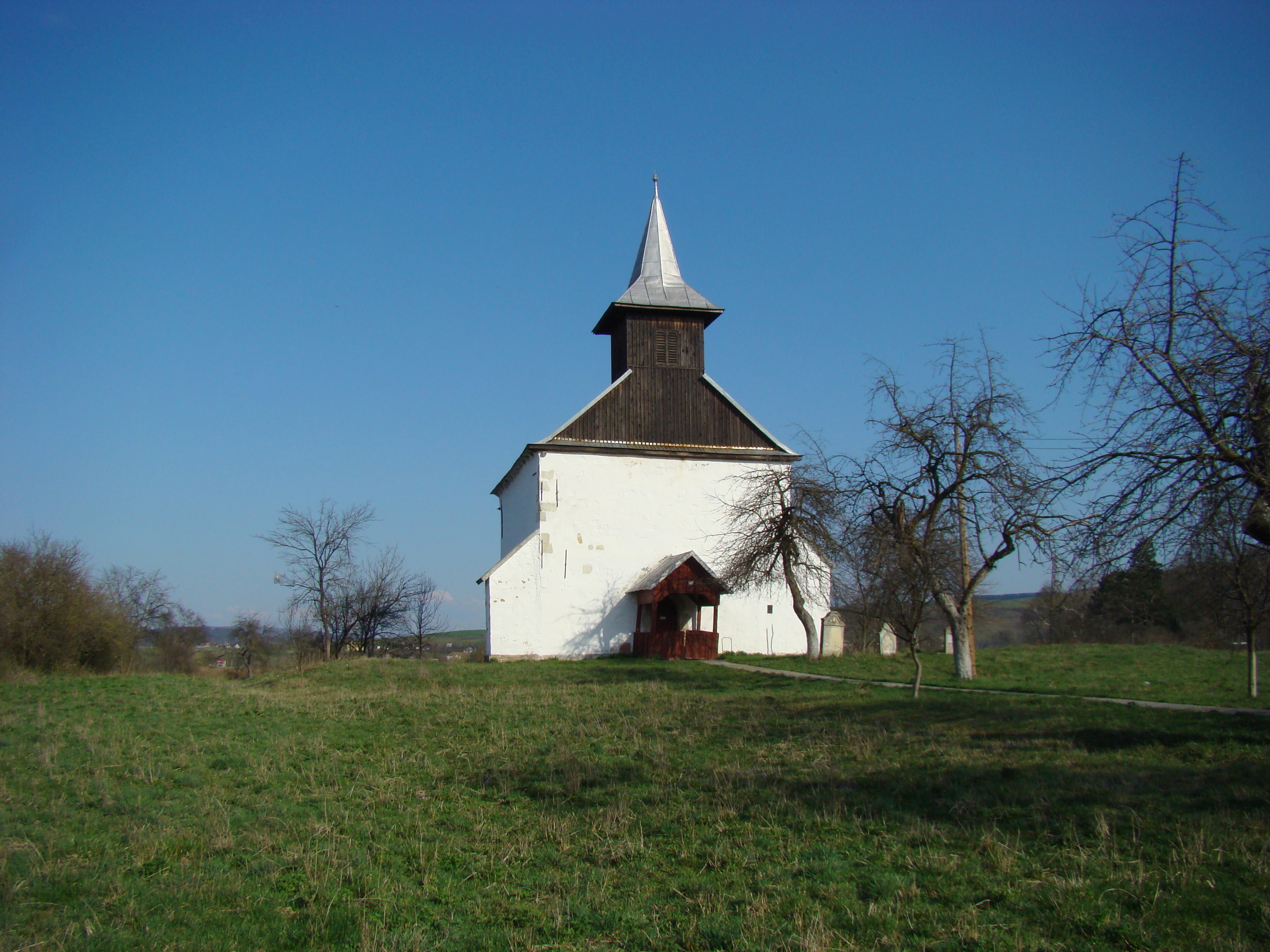
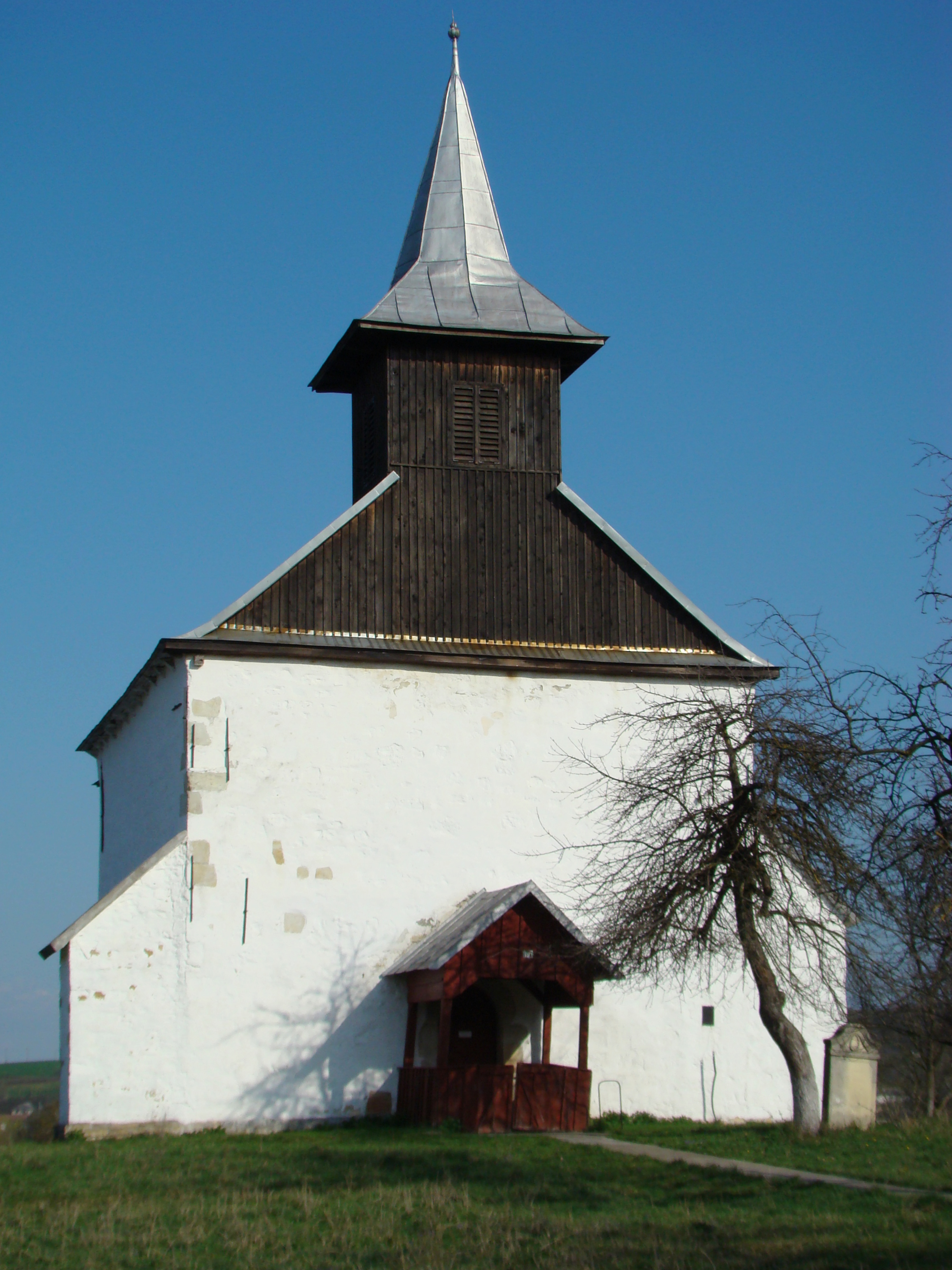
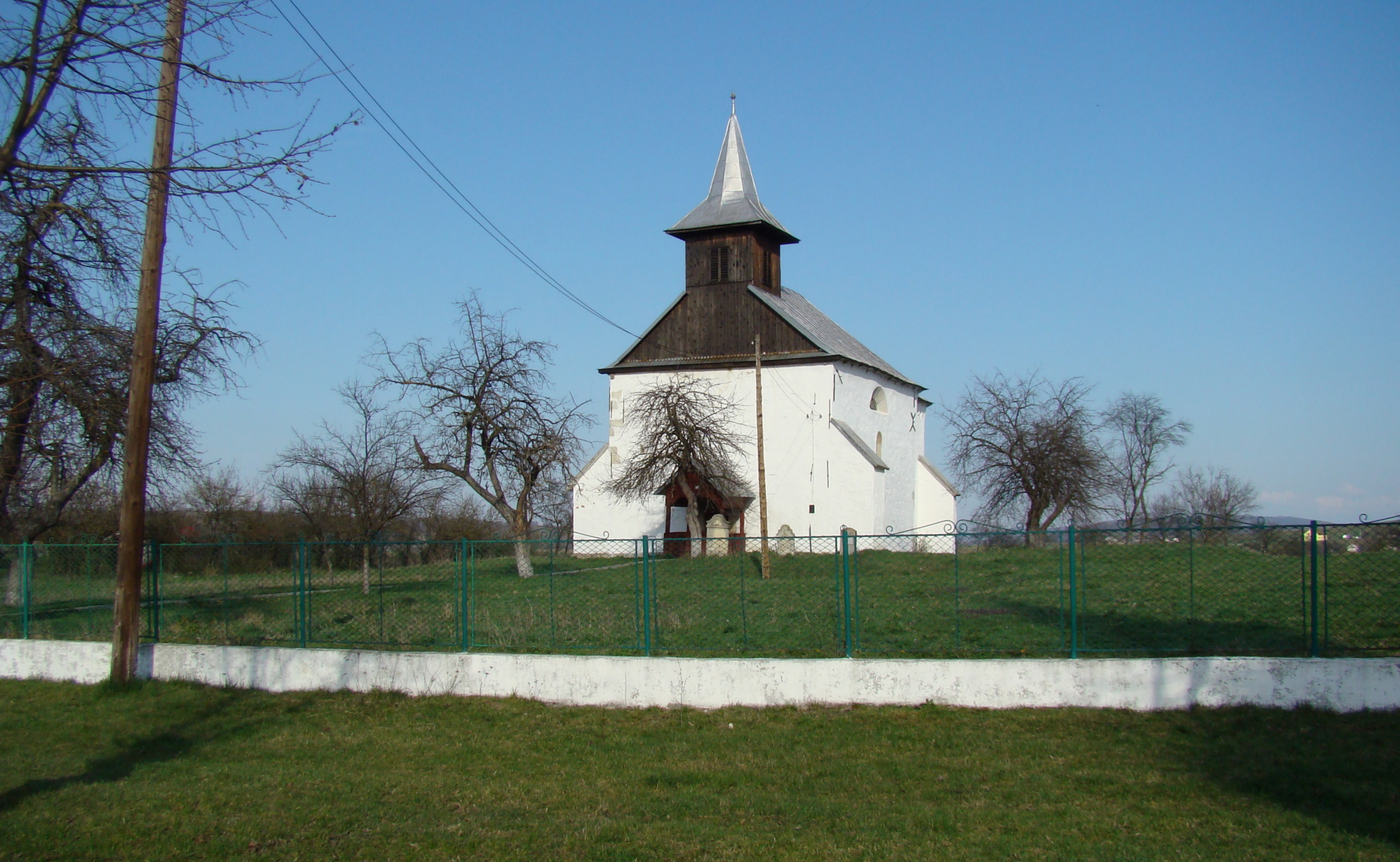
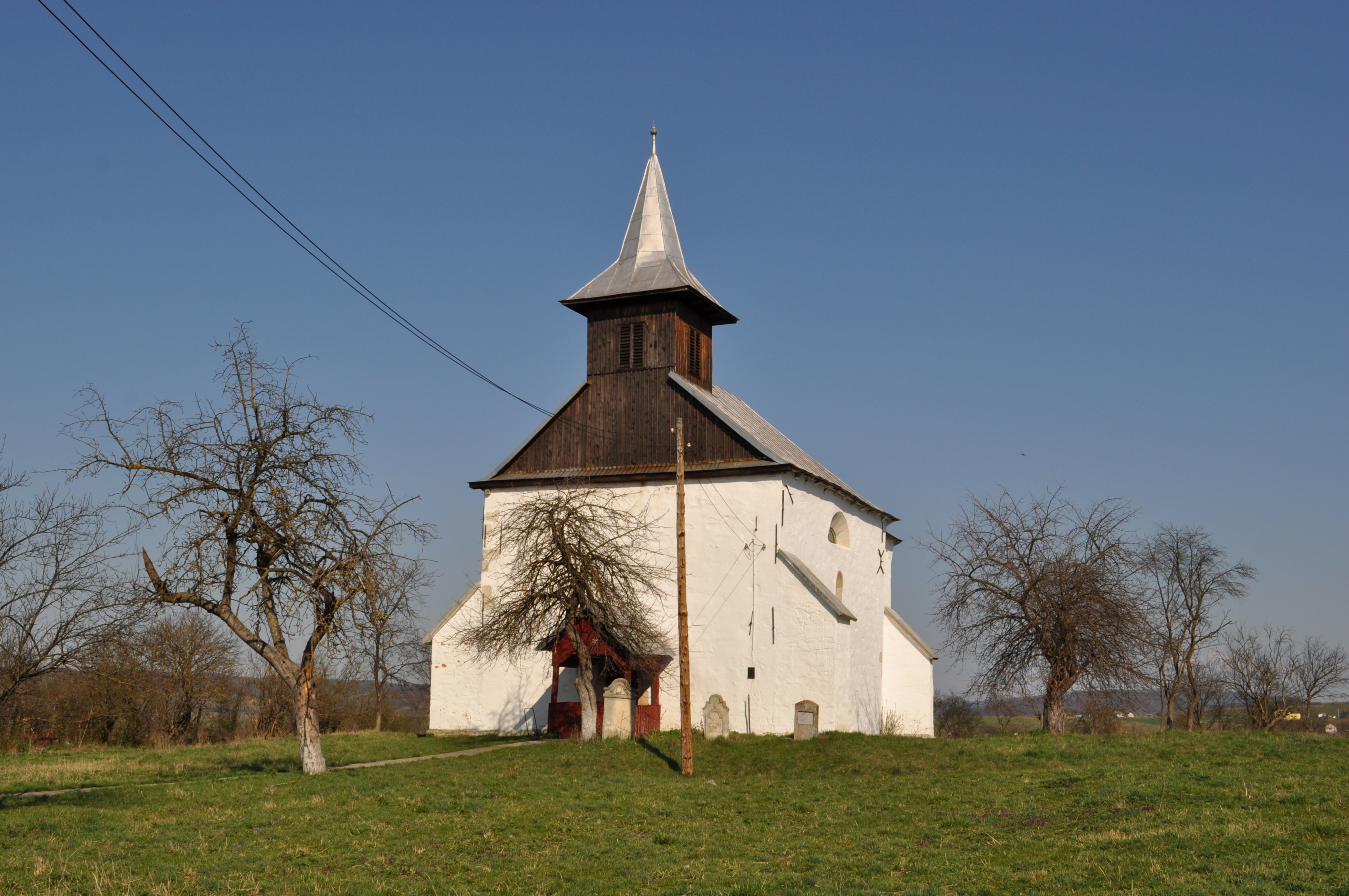
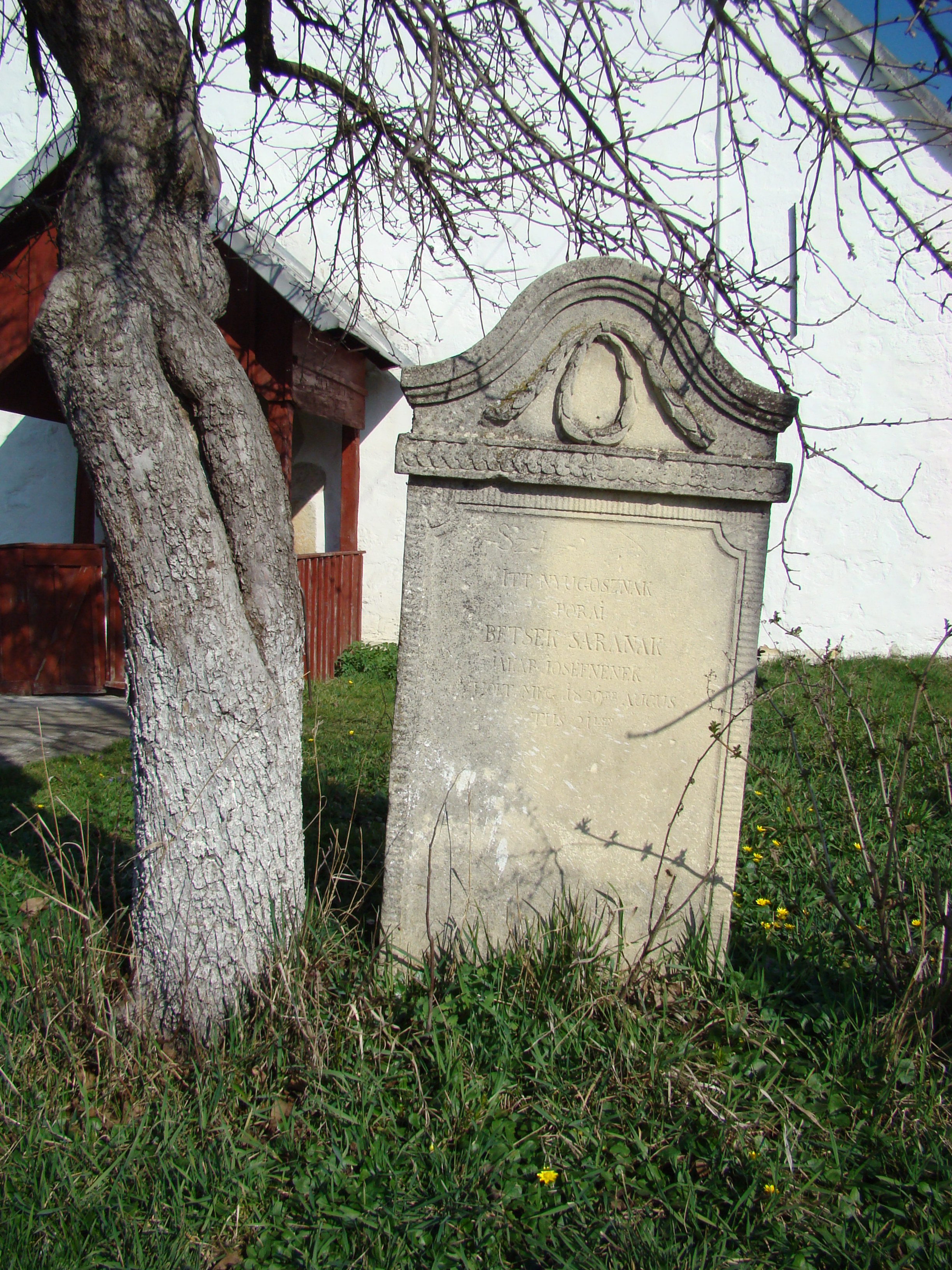
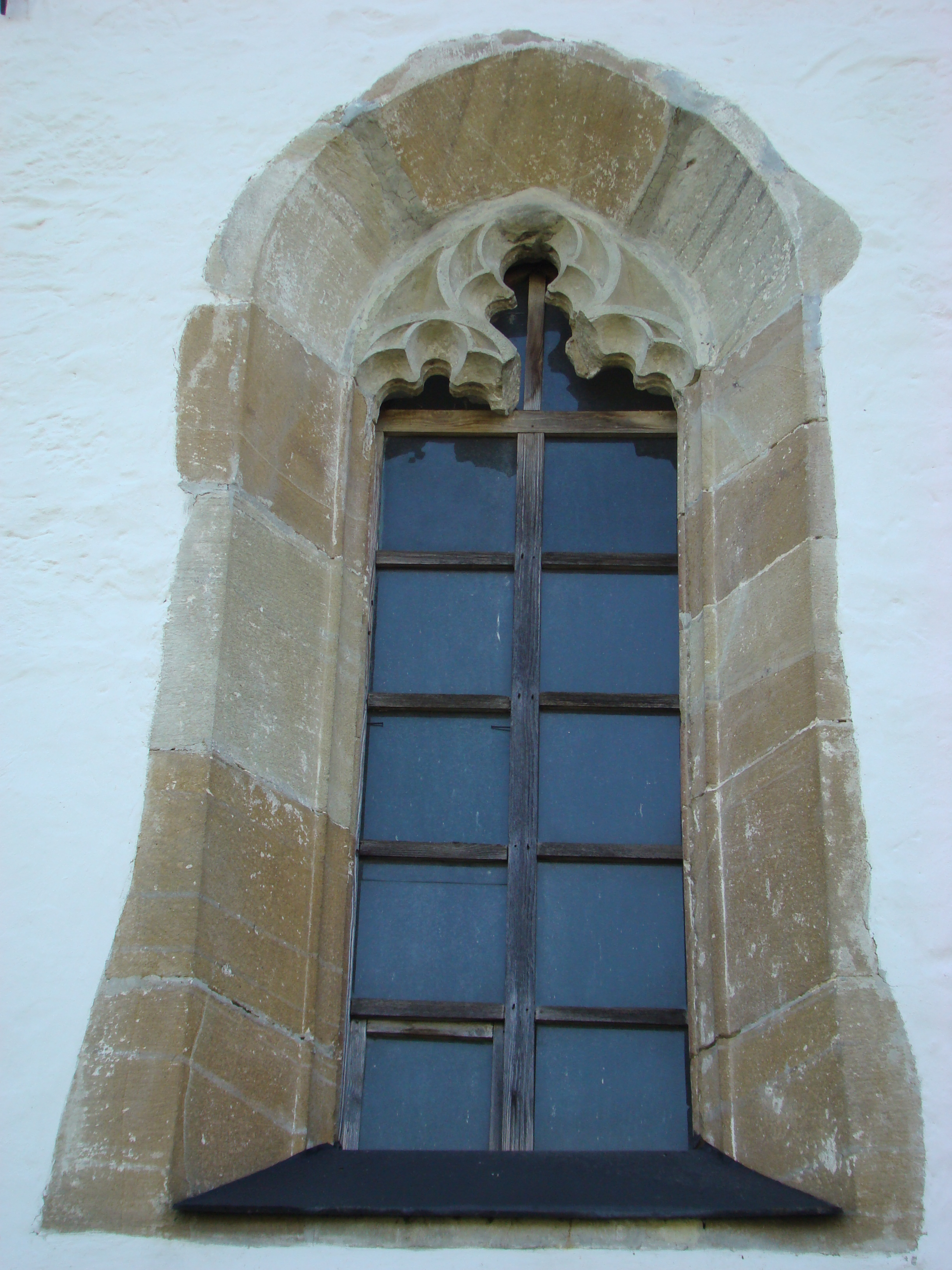
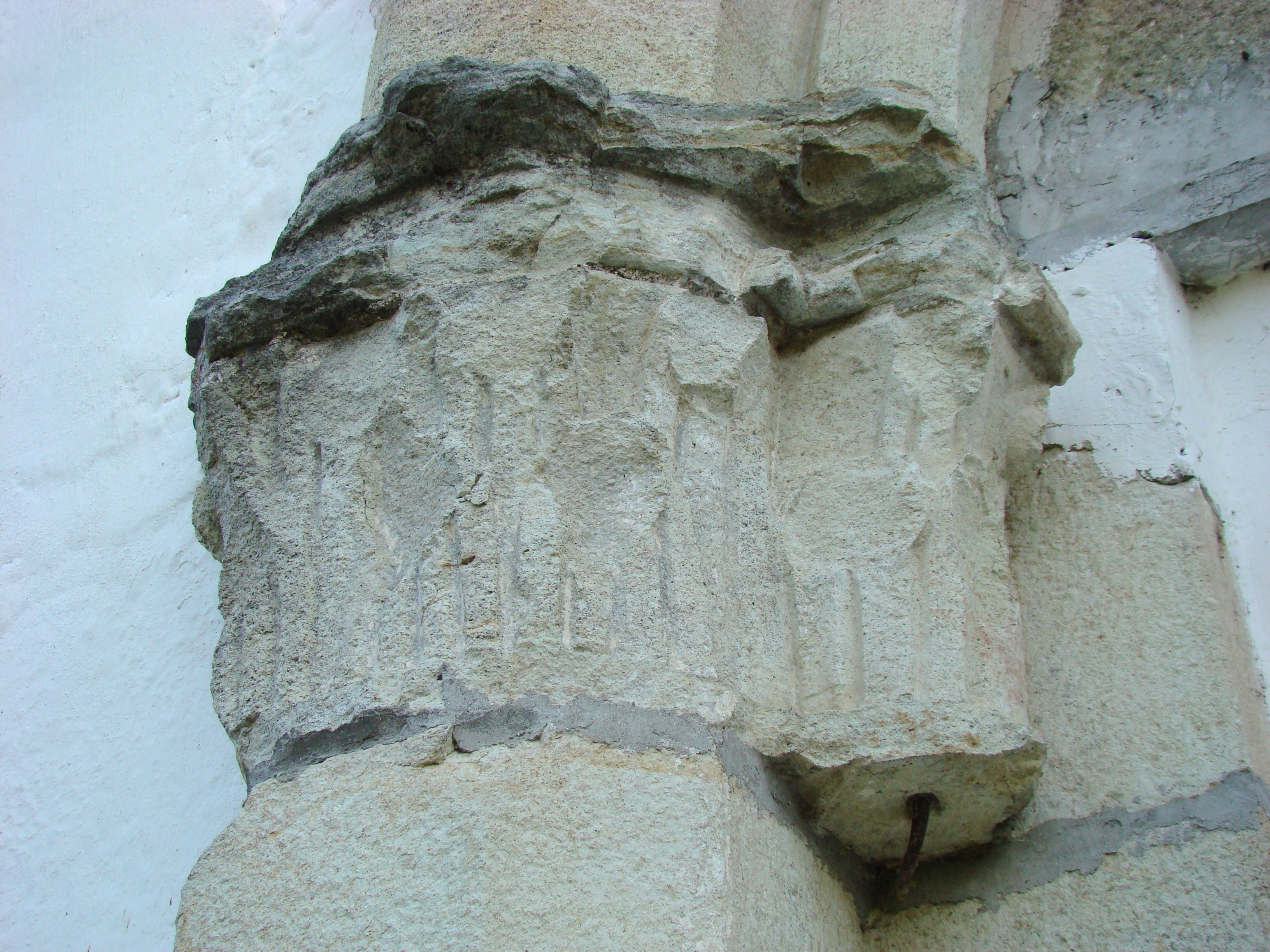
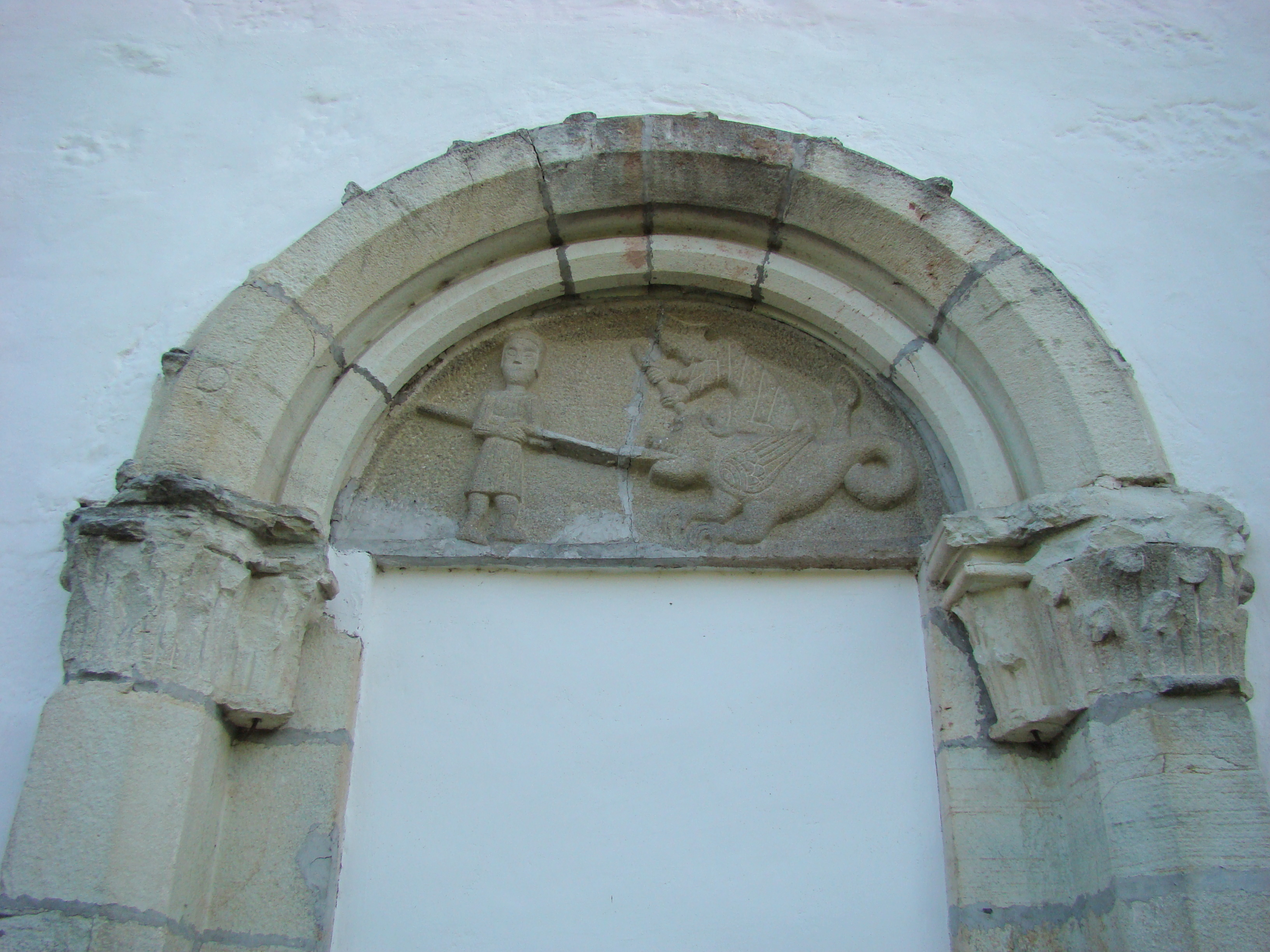
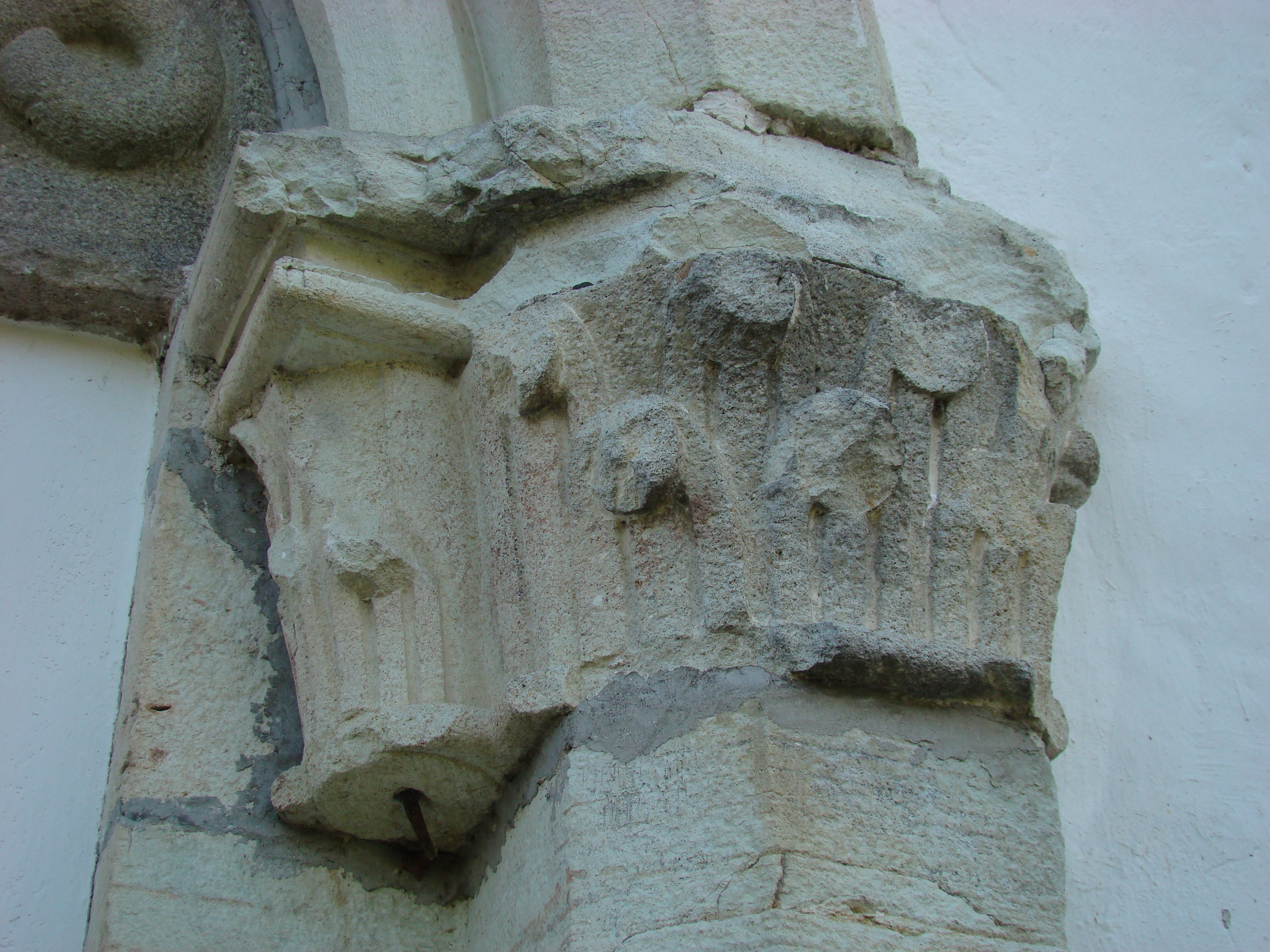
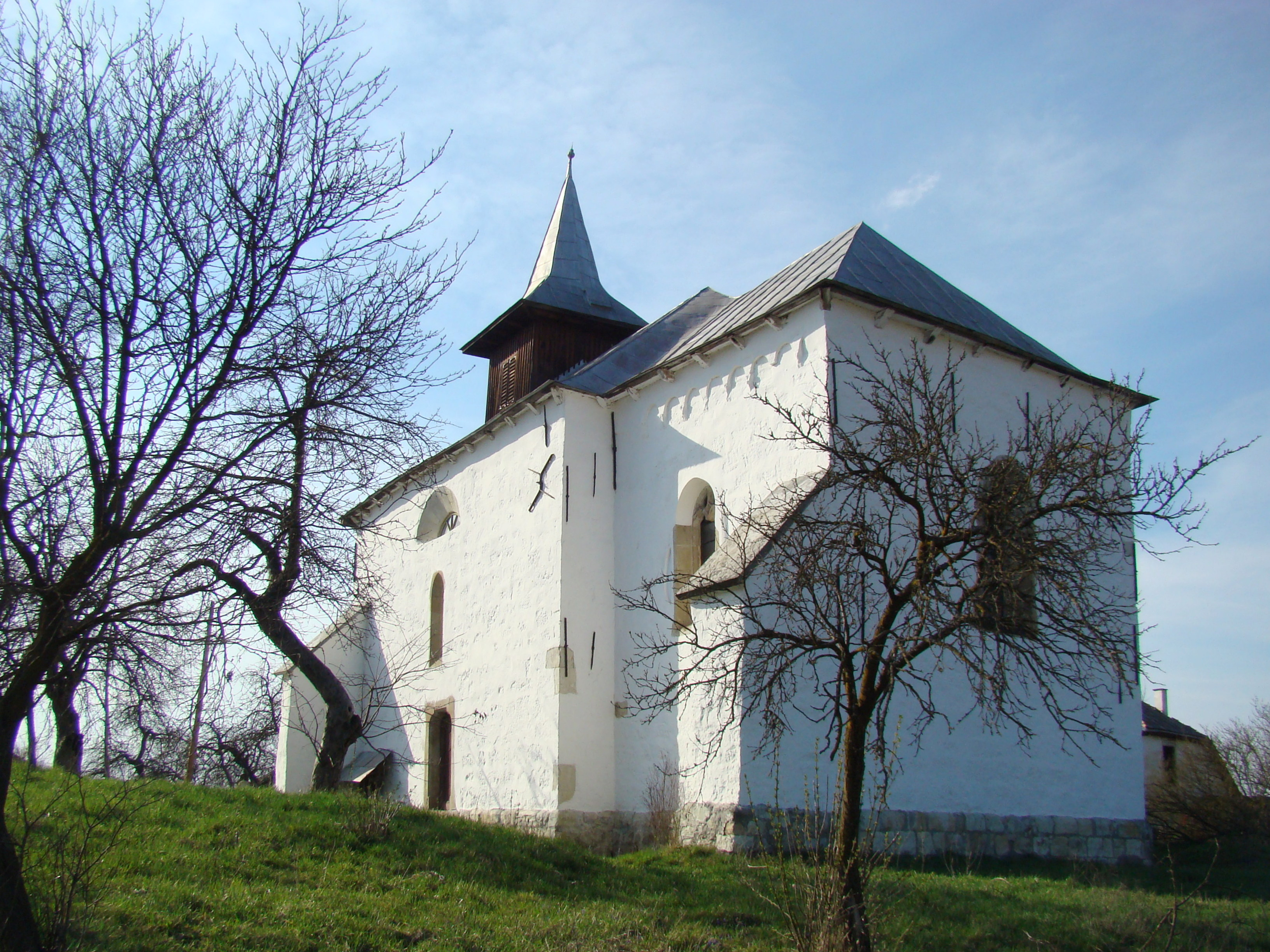
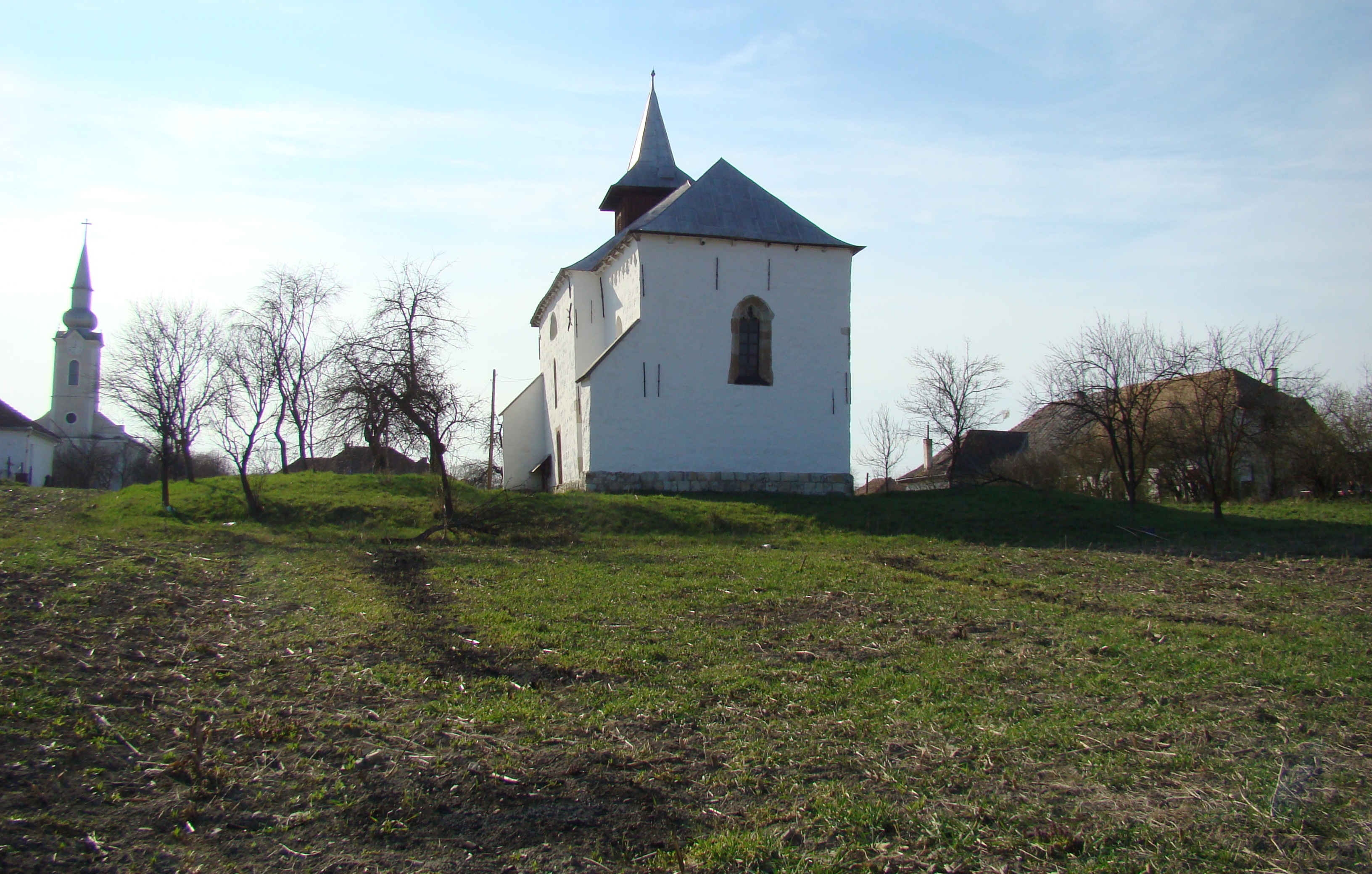
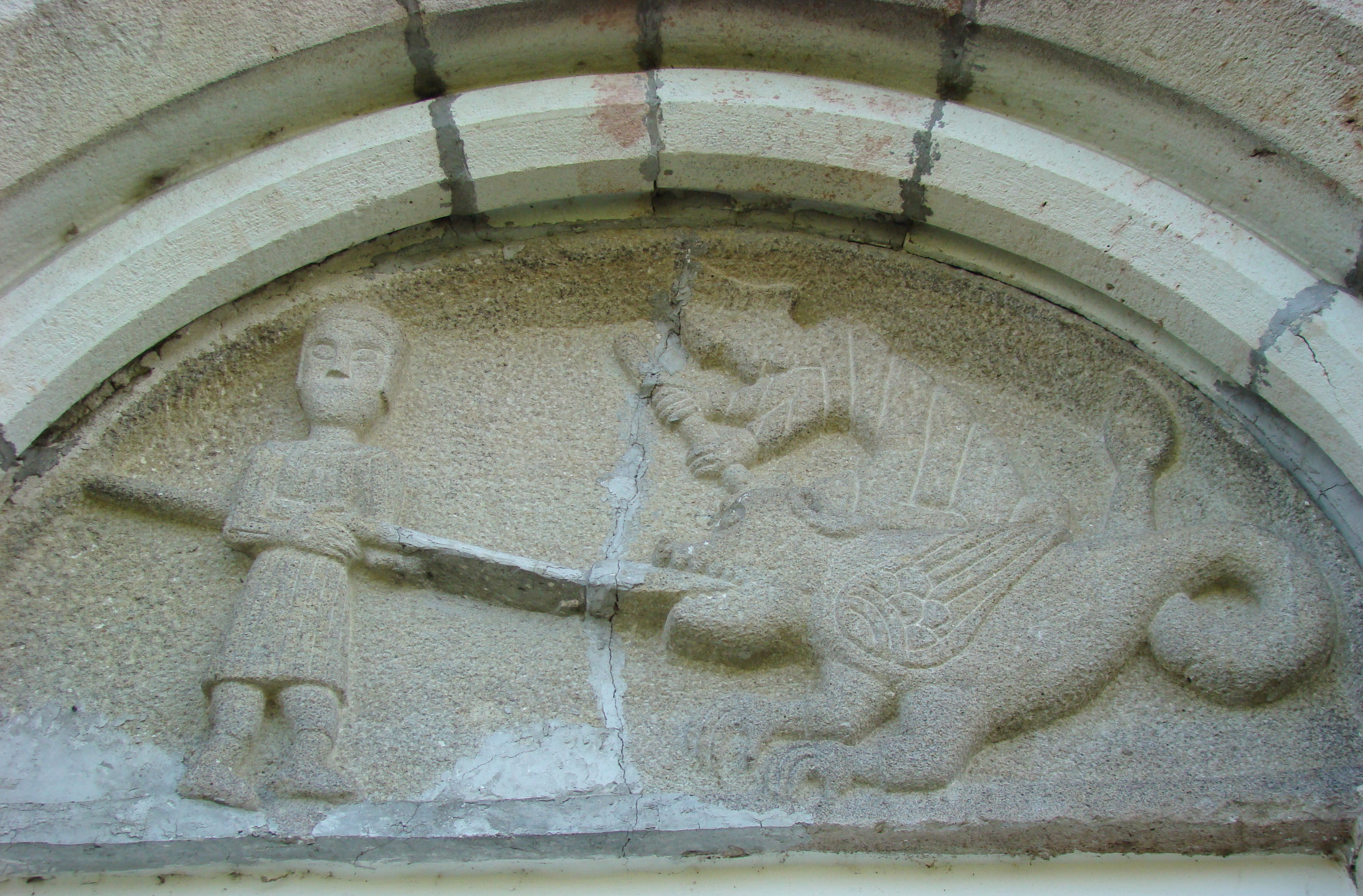
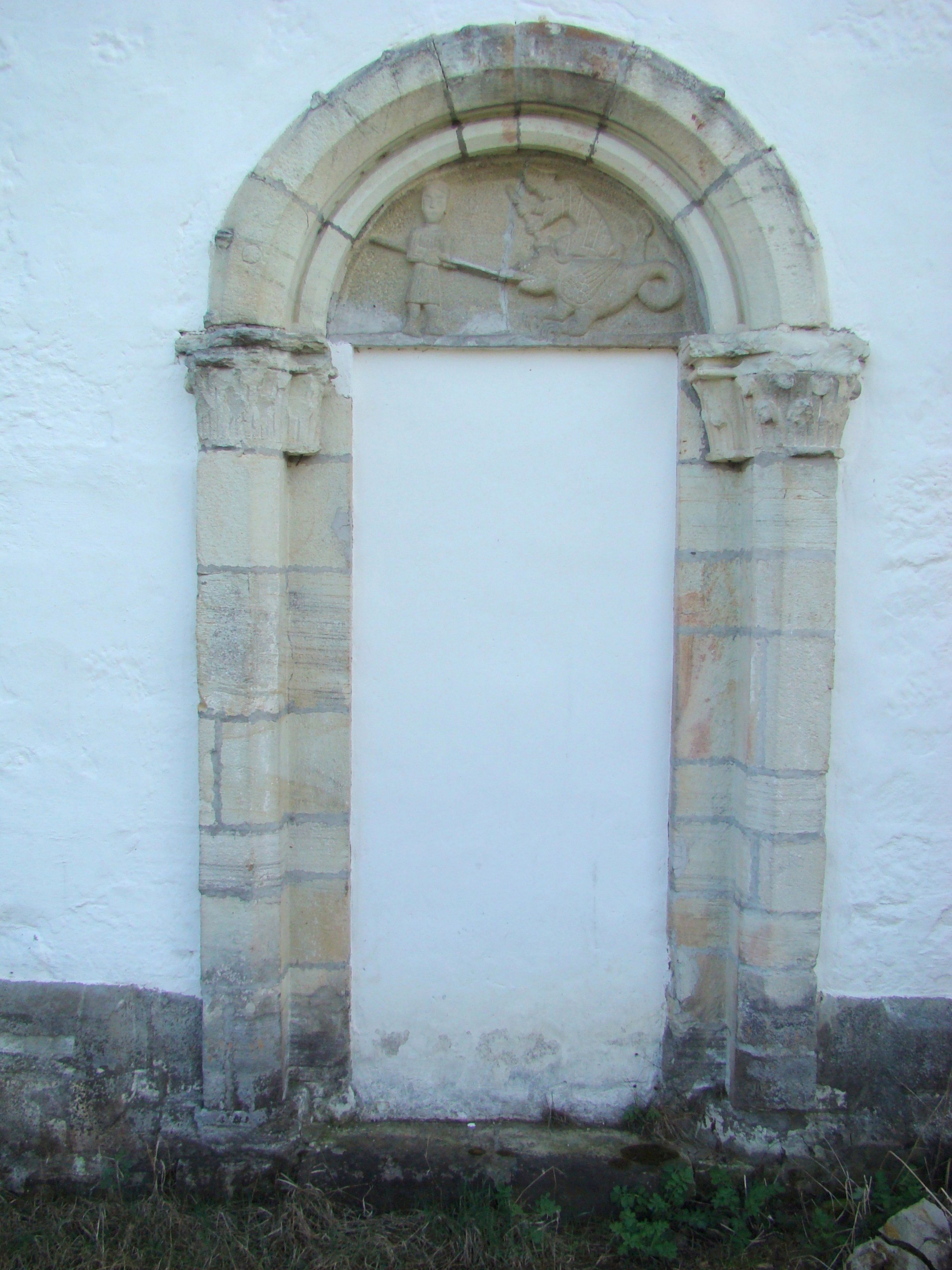
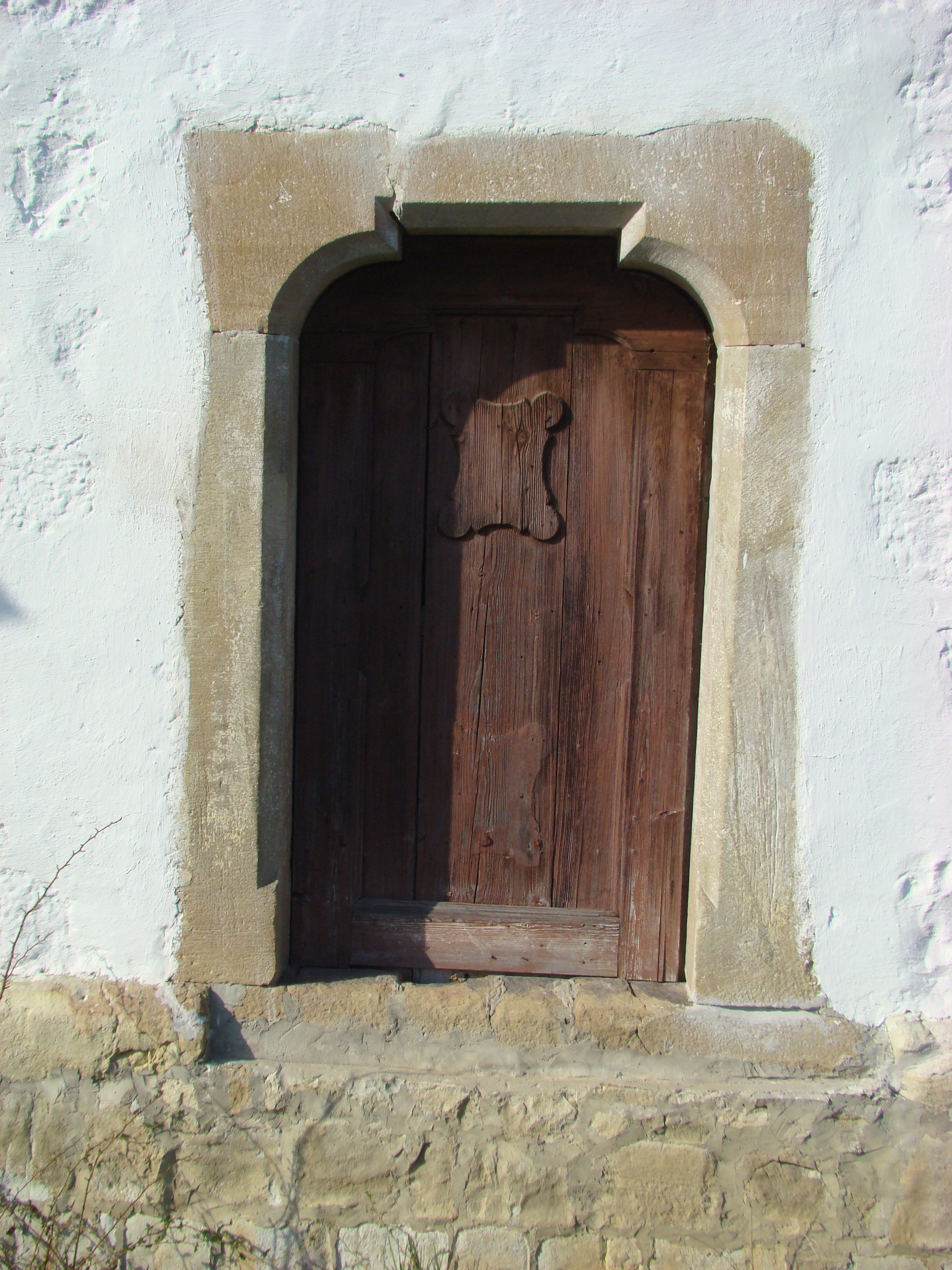
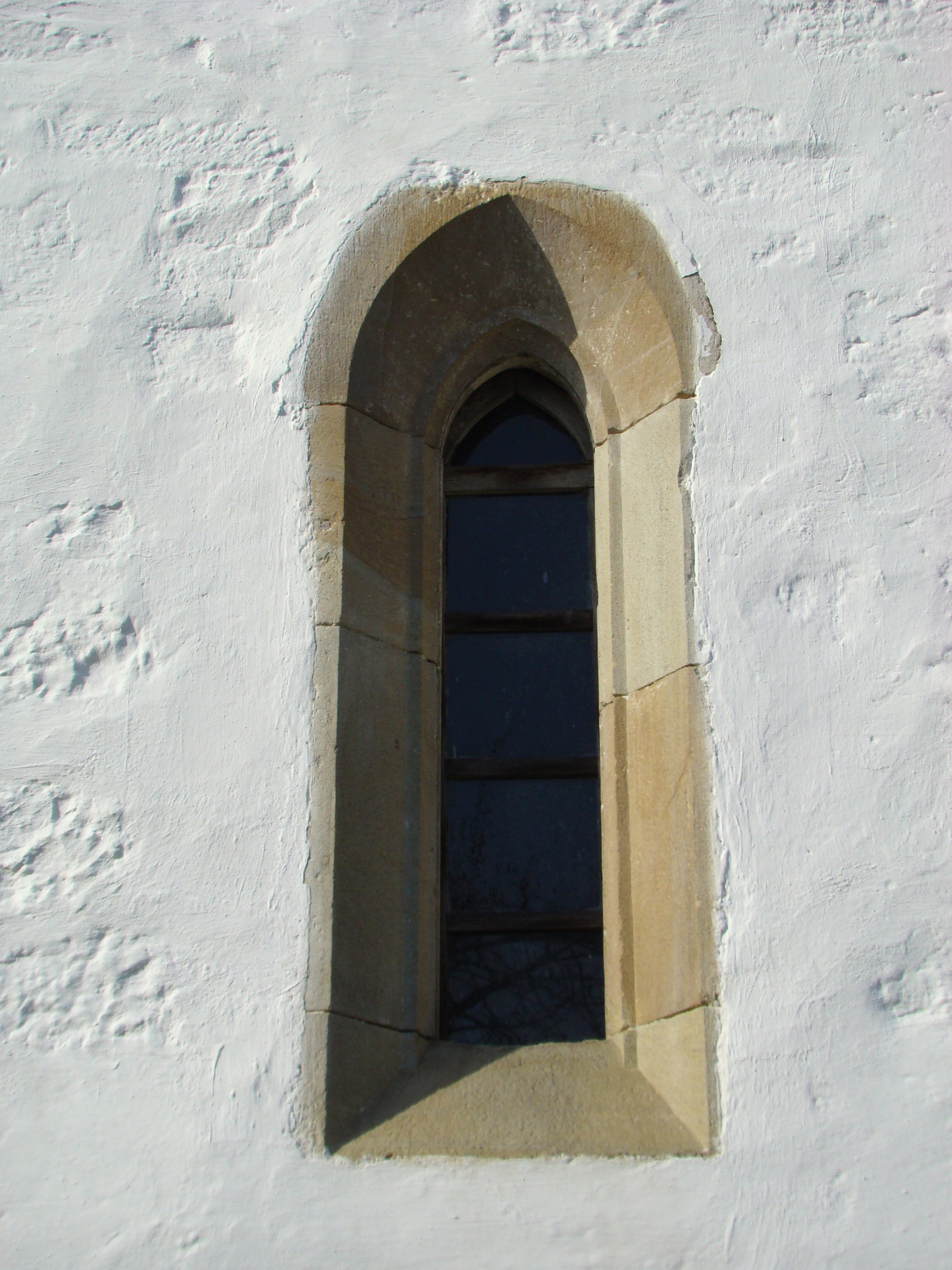
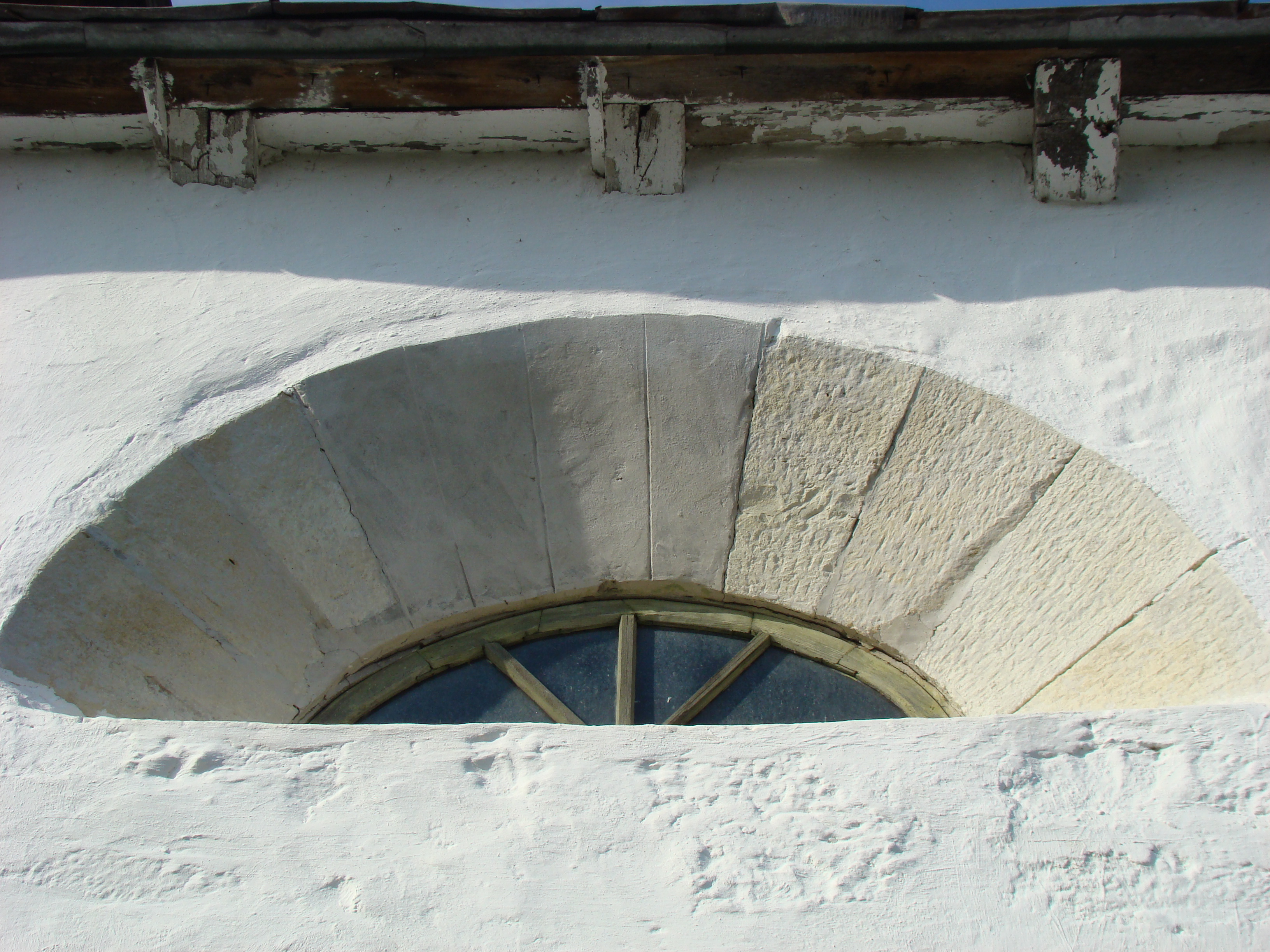
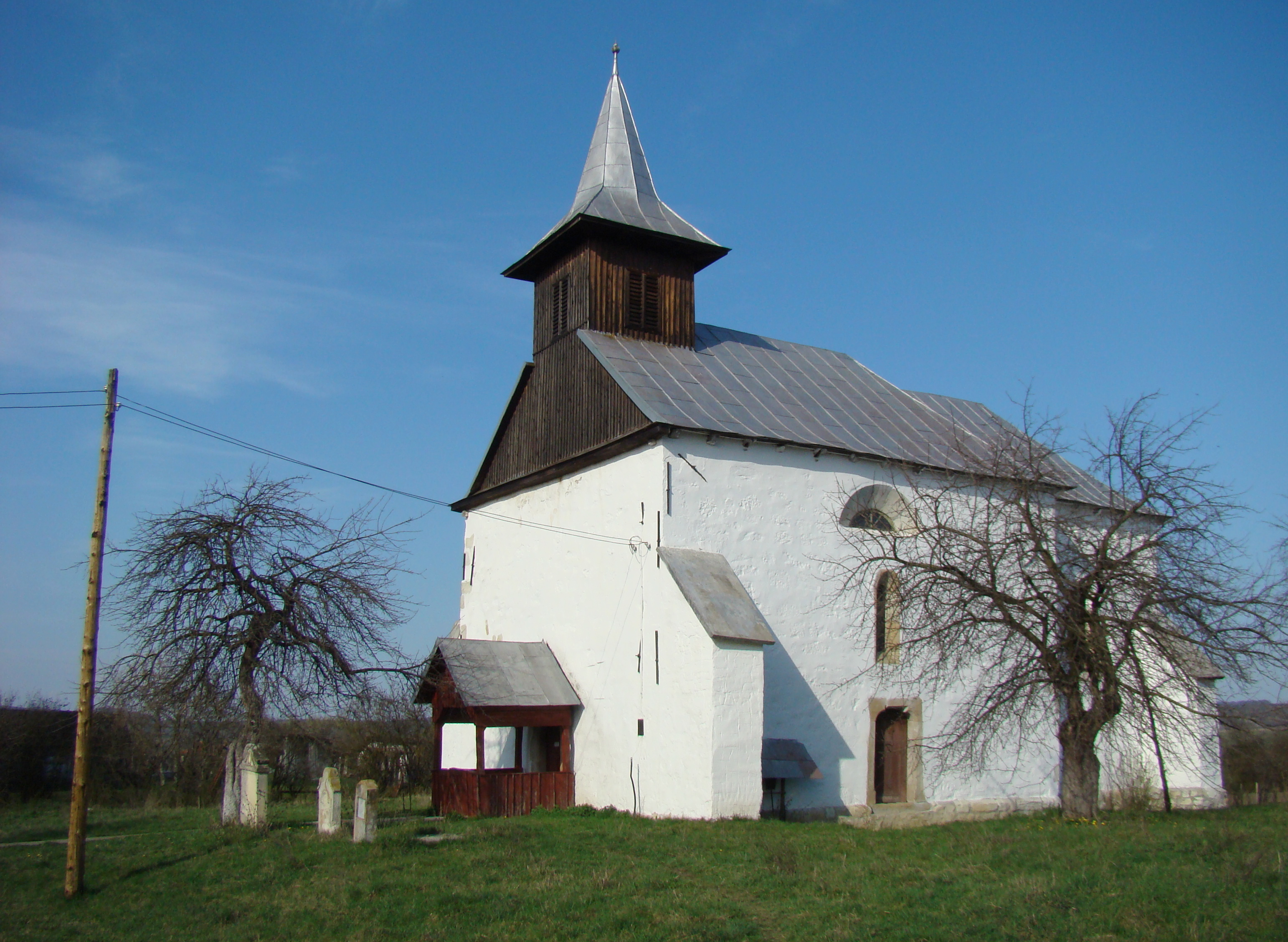

## Localitatea
Șieu-Odorhei mai demult Odorhei (în germană Dienesdorf, în maghiară Sajóudvarhely, Udvarhely, în trad. „Curtea Șieului”) este satul de reședință al comunei cu același nume din județul Bistrița-Năsăud, Transilvania, România. Satul este atestat documentar în anul 1263 sub numele Darócudvarhely.

## Biserica
Biserica reformată din Șieu-Odorhei datează din a doua jumătate a secolului al XIII-lea; este o biserică-sală, construită sub semnul influenței cisterciene în care se renunță la sanctuarul cu absidă semicirculară, specifică stilului romanic, fiind preferat sanctuarul pătrat, boltit în cruce pe ogive. Sistemului de boltire i se asociază, ca elemente caracteristice, capitelurile cu croșete de la arcul triumfal și ferestrele circulare polilobe, trăsături ale goticului cistercian. O altă aracteristică a bisericii este absența turnului-clopotniță. Aici se află cea mai importantă piesă de sculptură aparținând goticului timpuriu transilvănean, un relief care decorează timpanul portalului nordic al bisericii și care înfățisează o scenă de vânătoare. Doi bărbați înarmați cu lănci se luptă cu un fel de balaur înaripat, scena simbolizând lupta virtuților cu viciul.

## Vezi și
- Șieu-Odorhei, Bistrița-Năsăud

## Imagini din interior

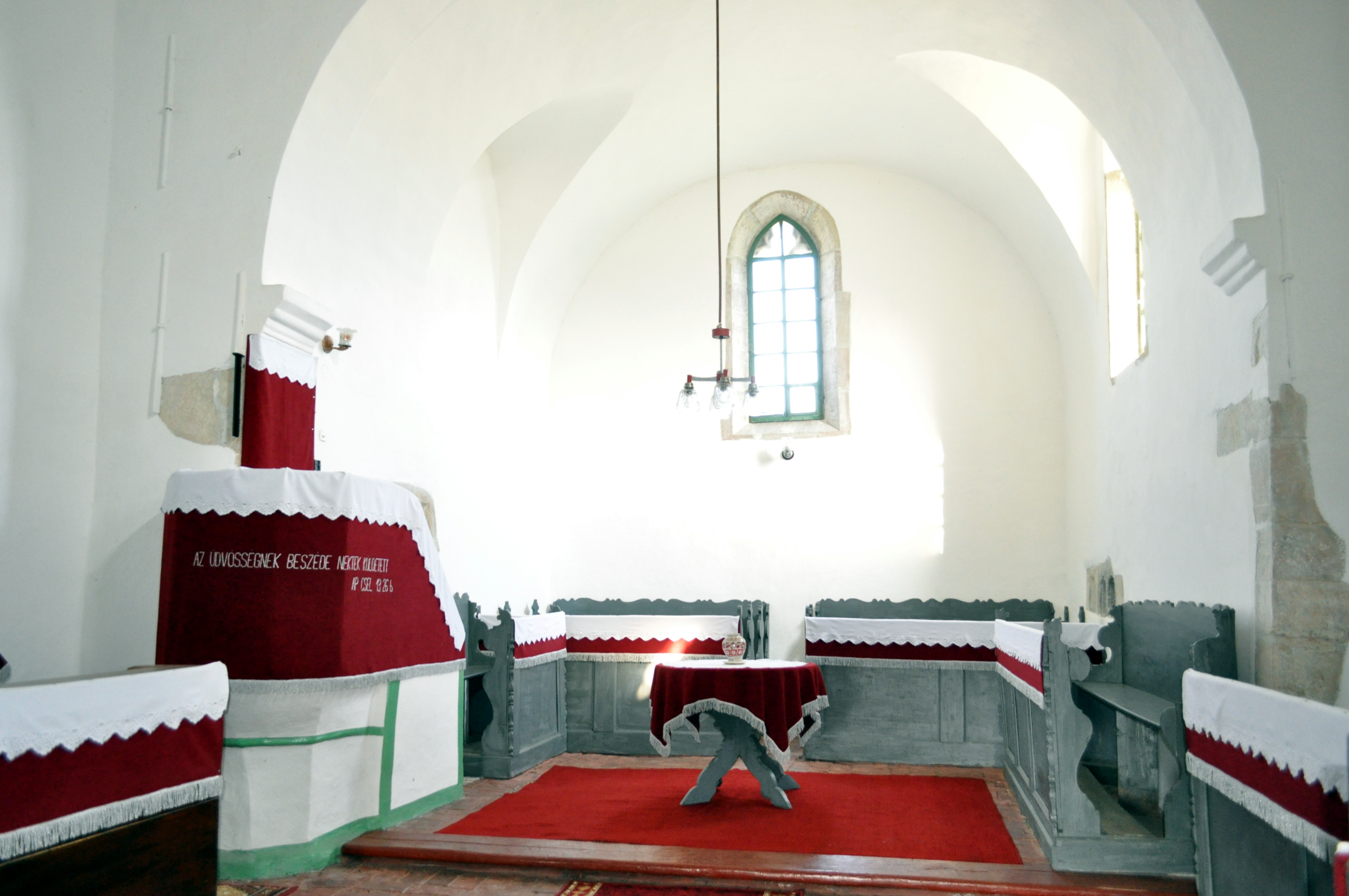
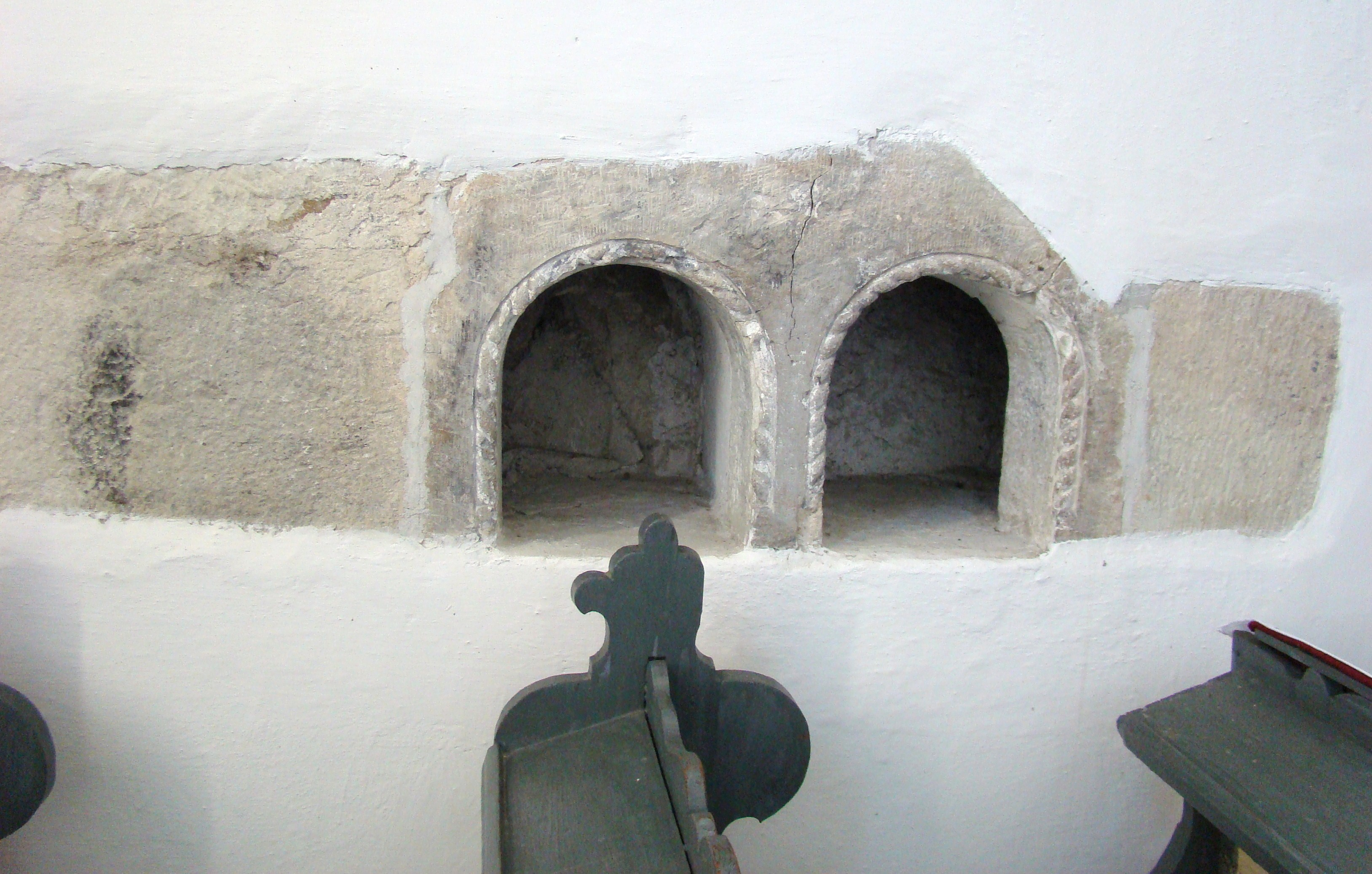
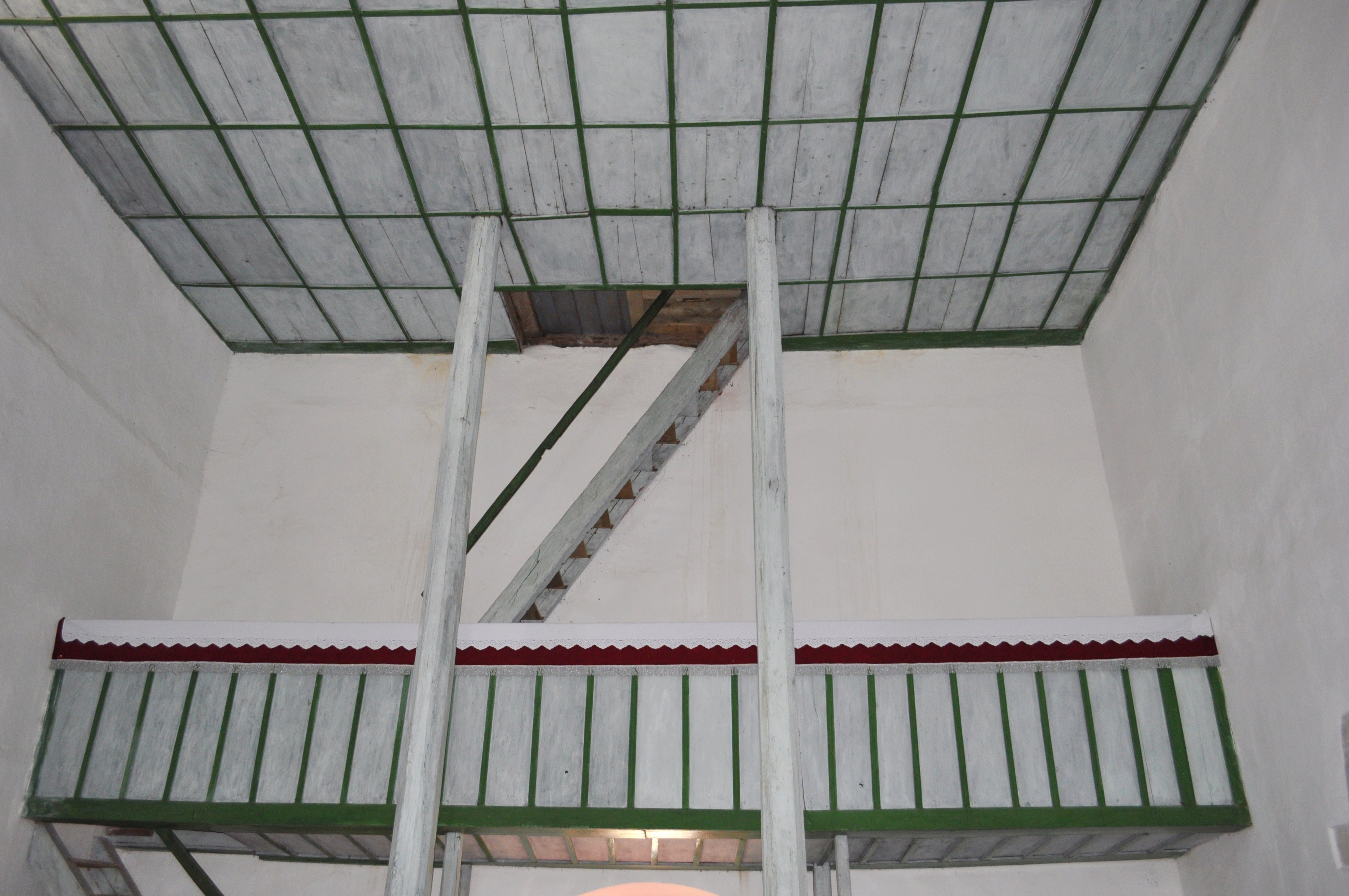
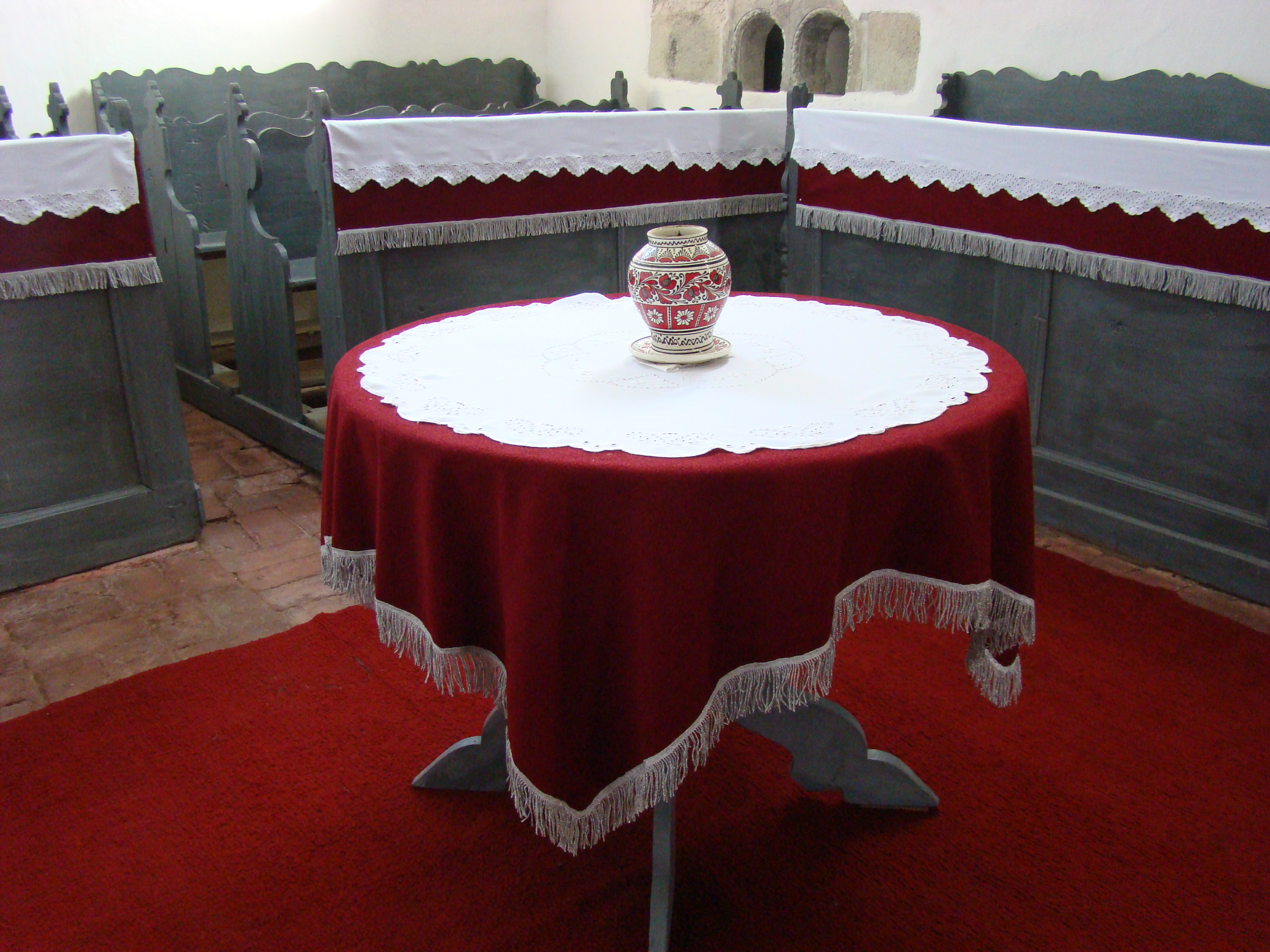
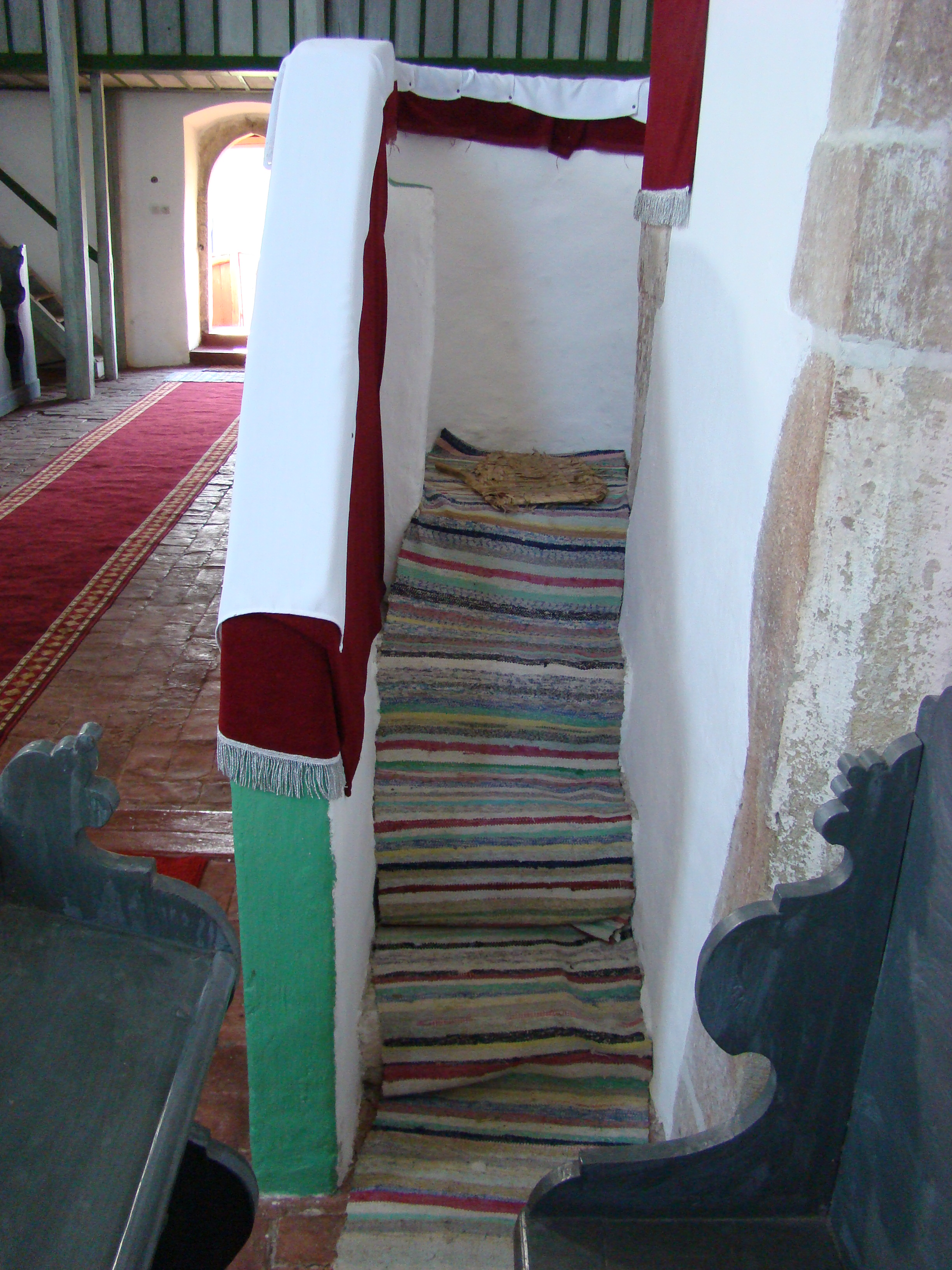
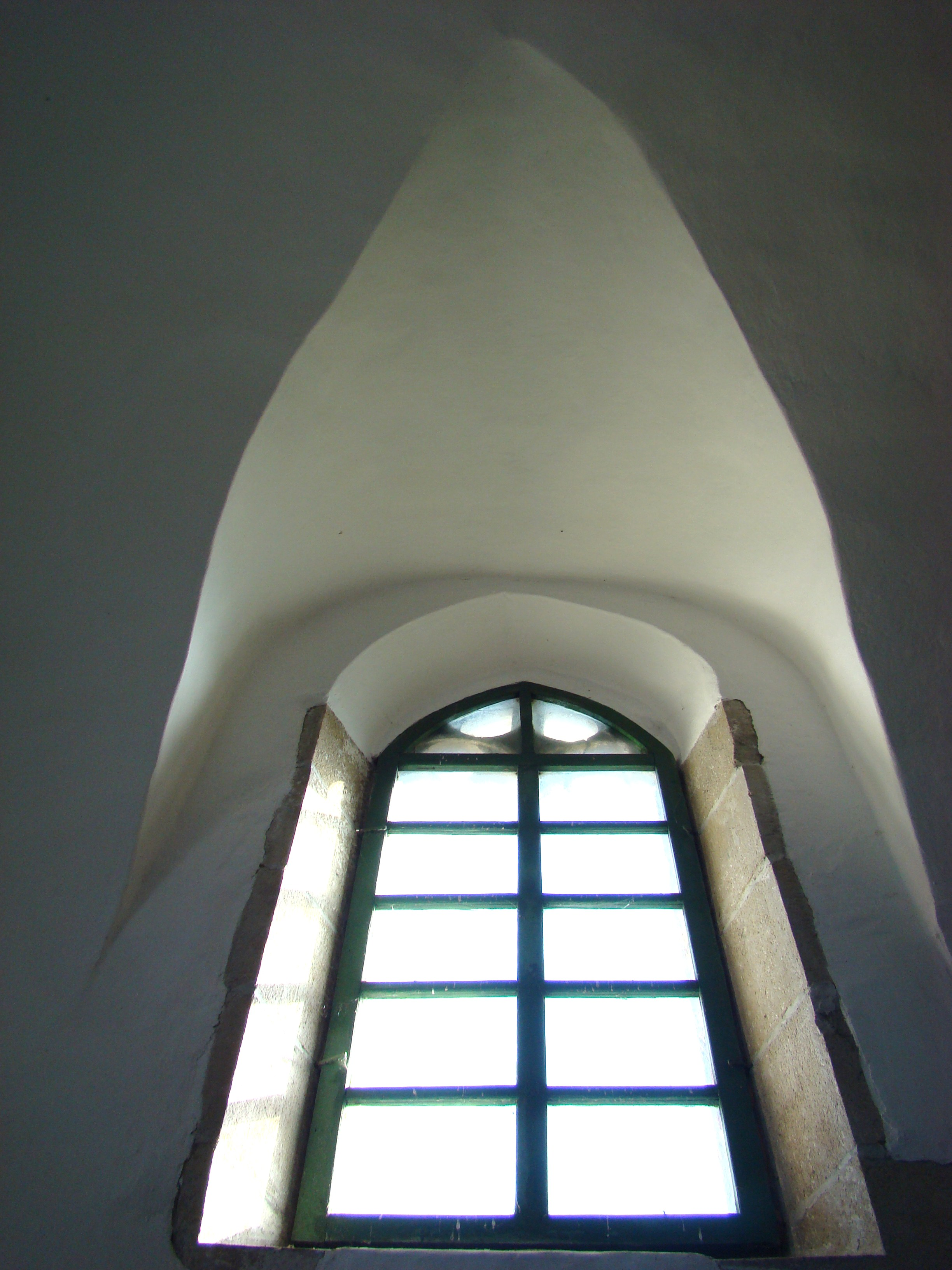
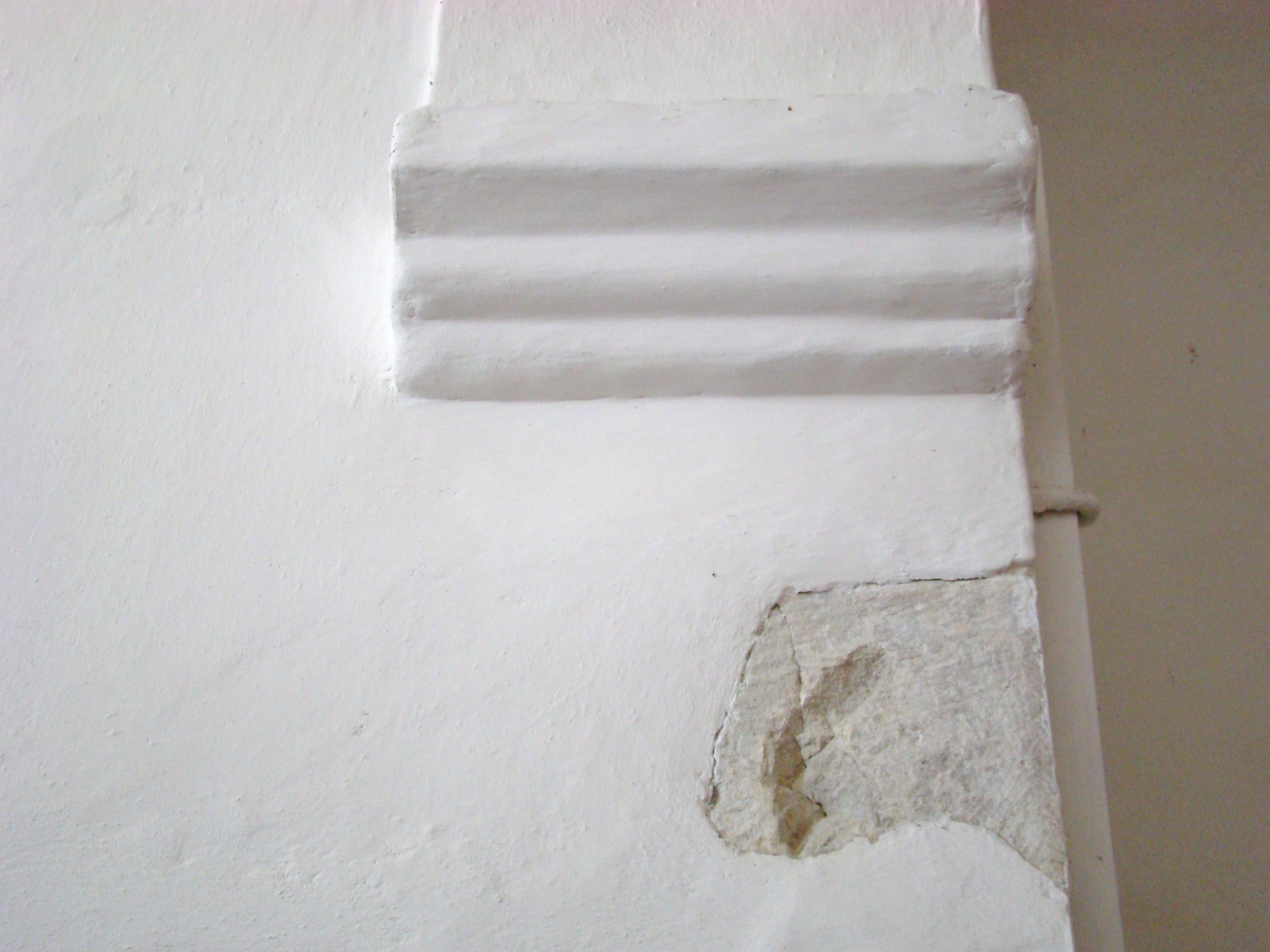
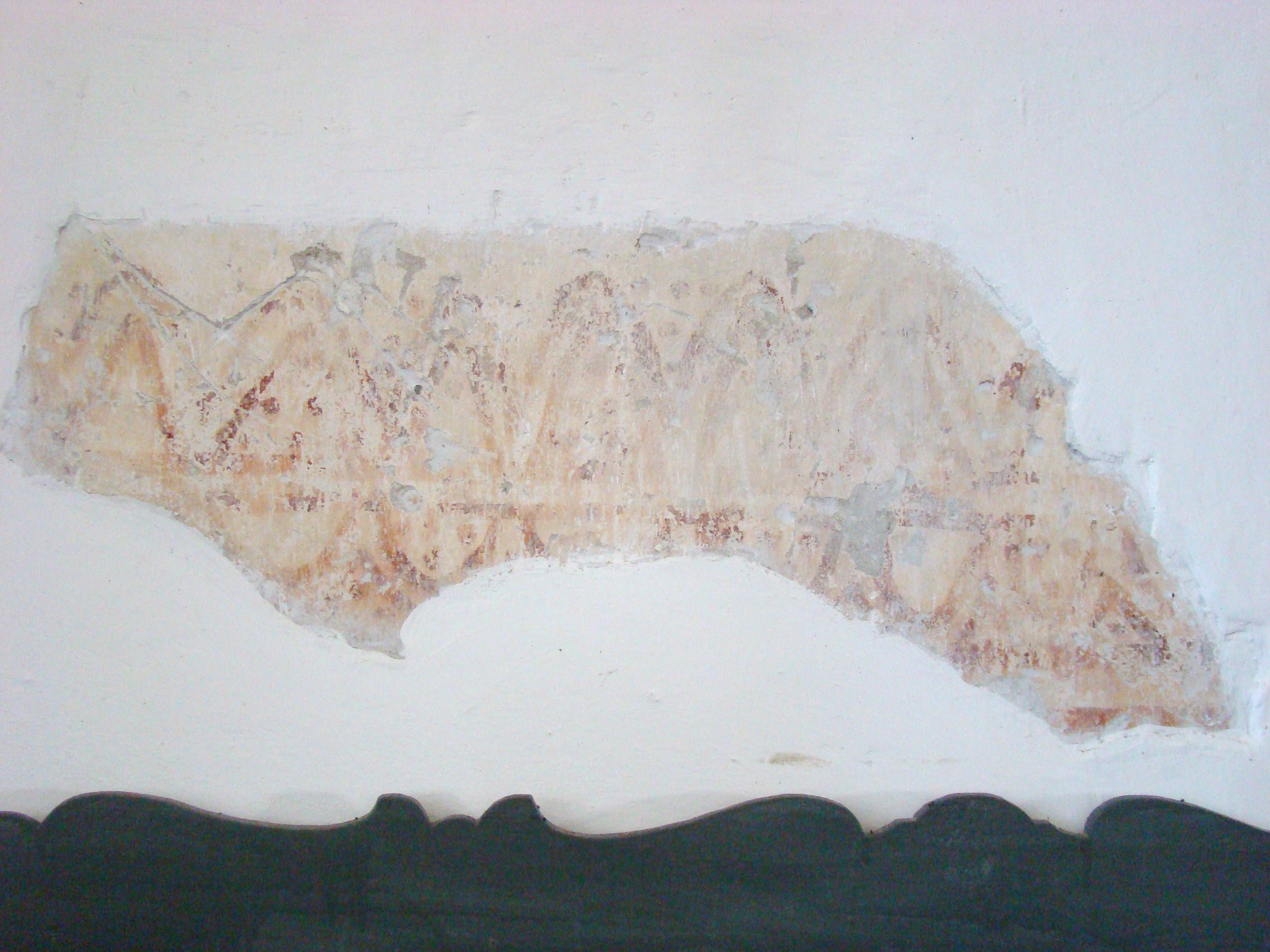
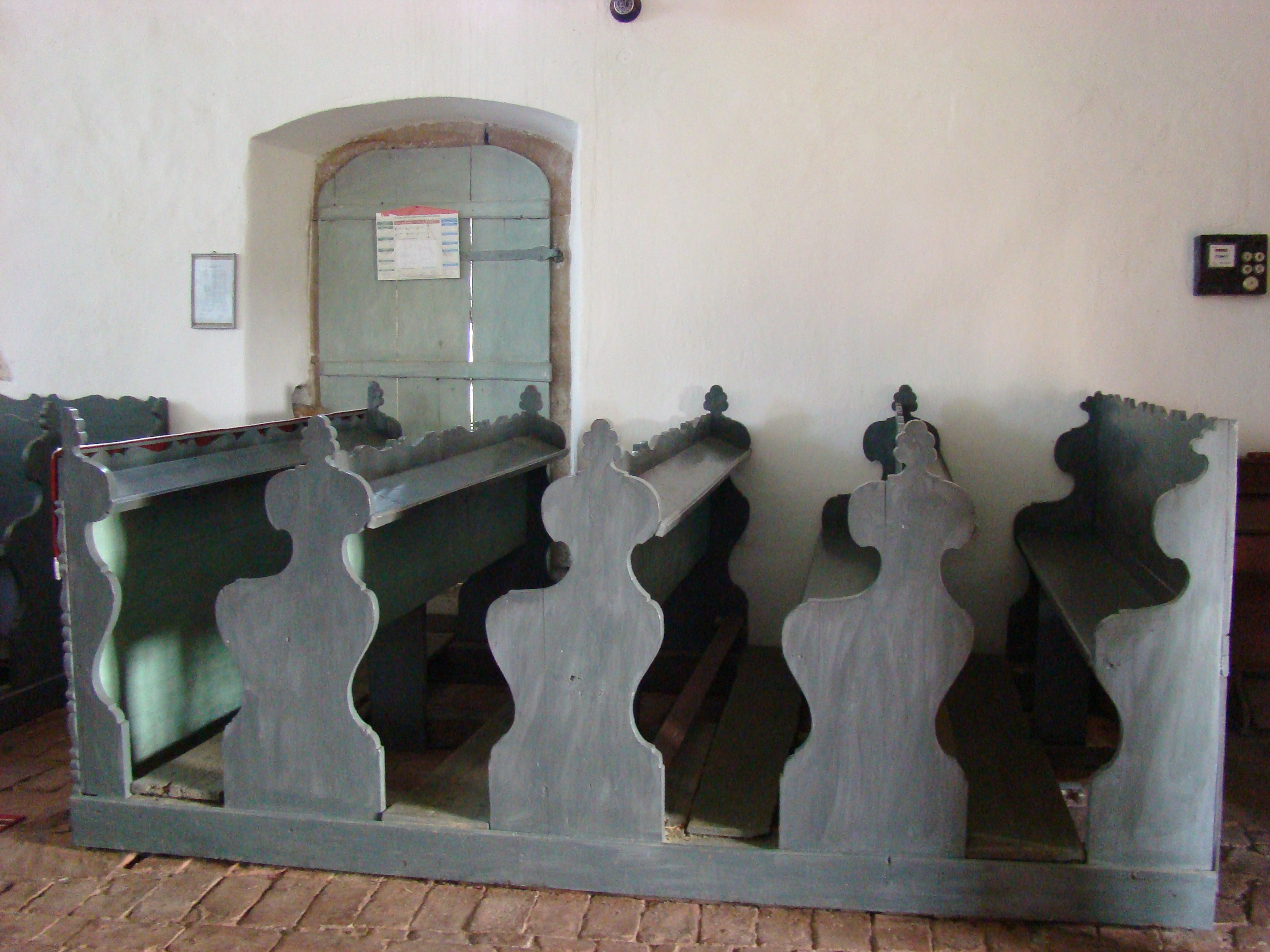
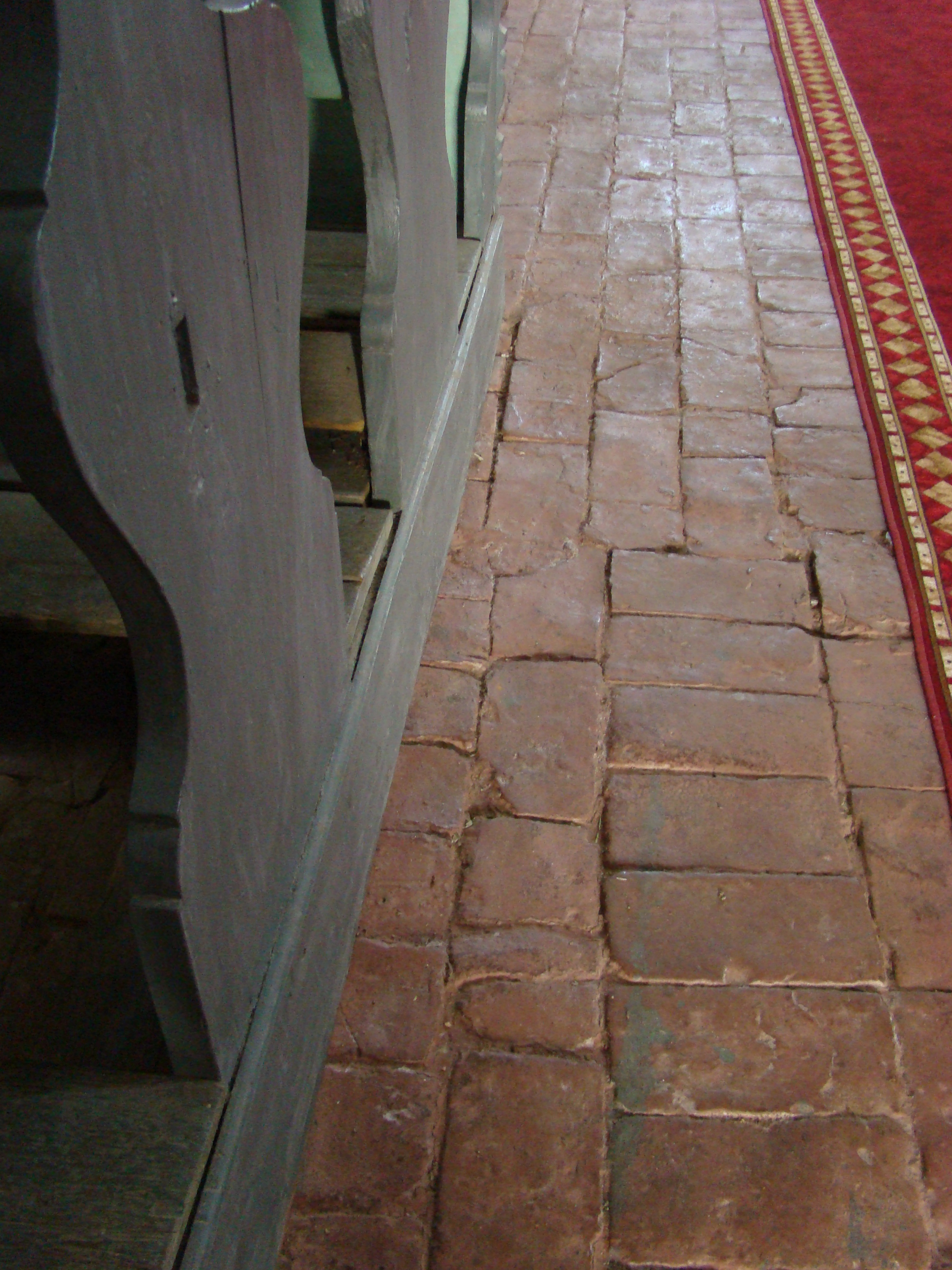
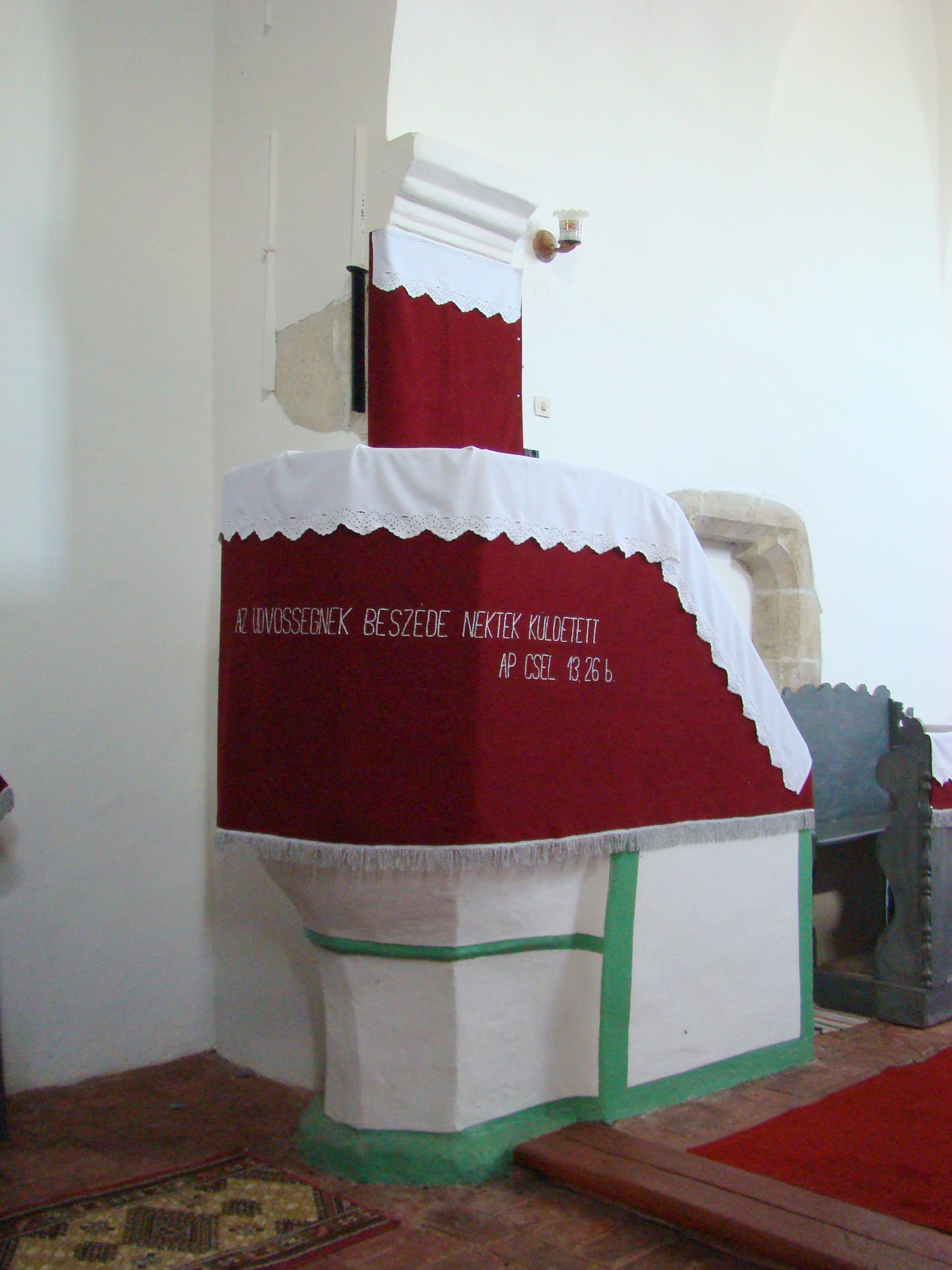
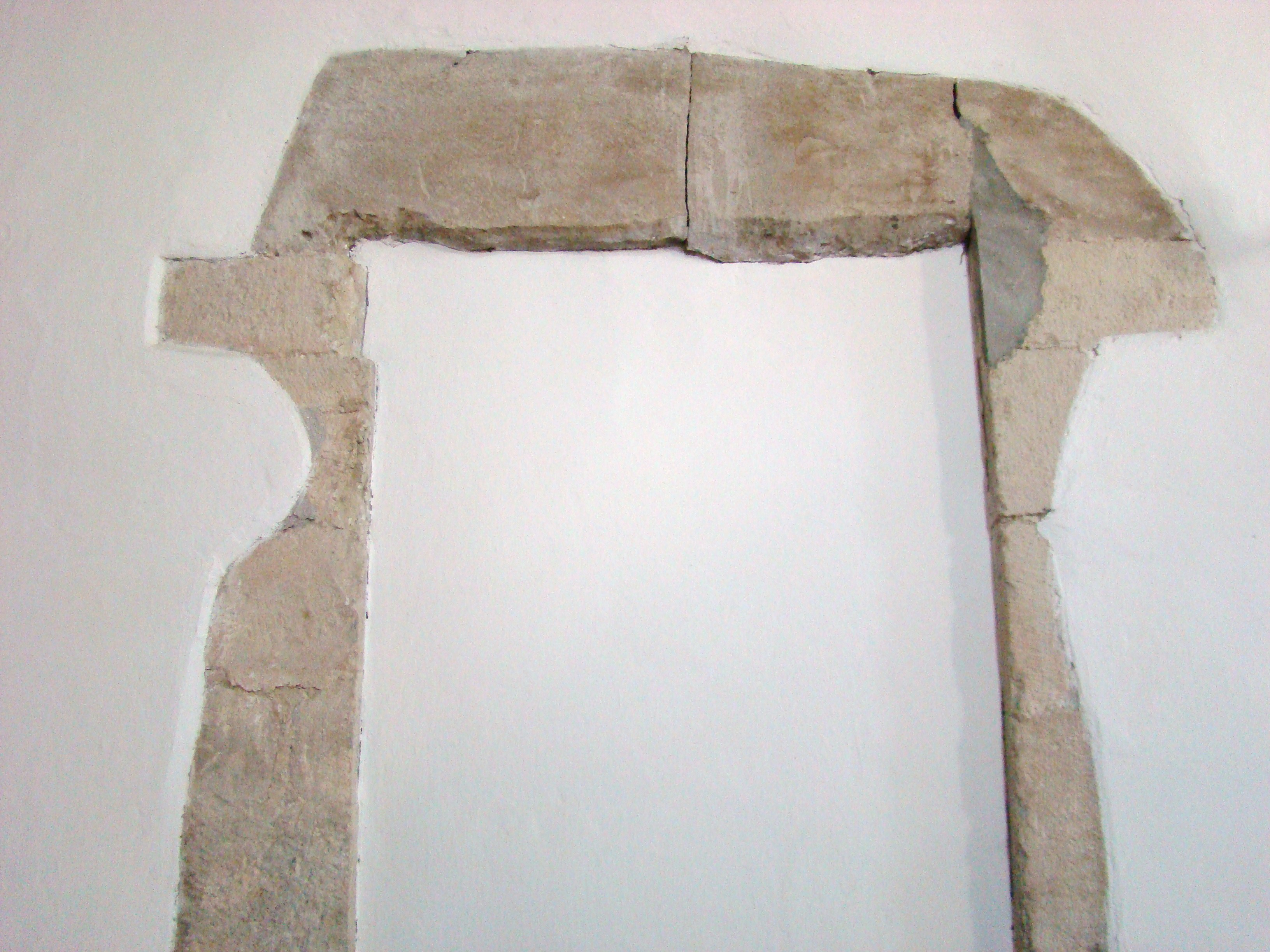
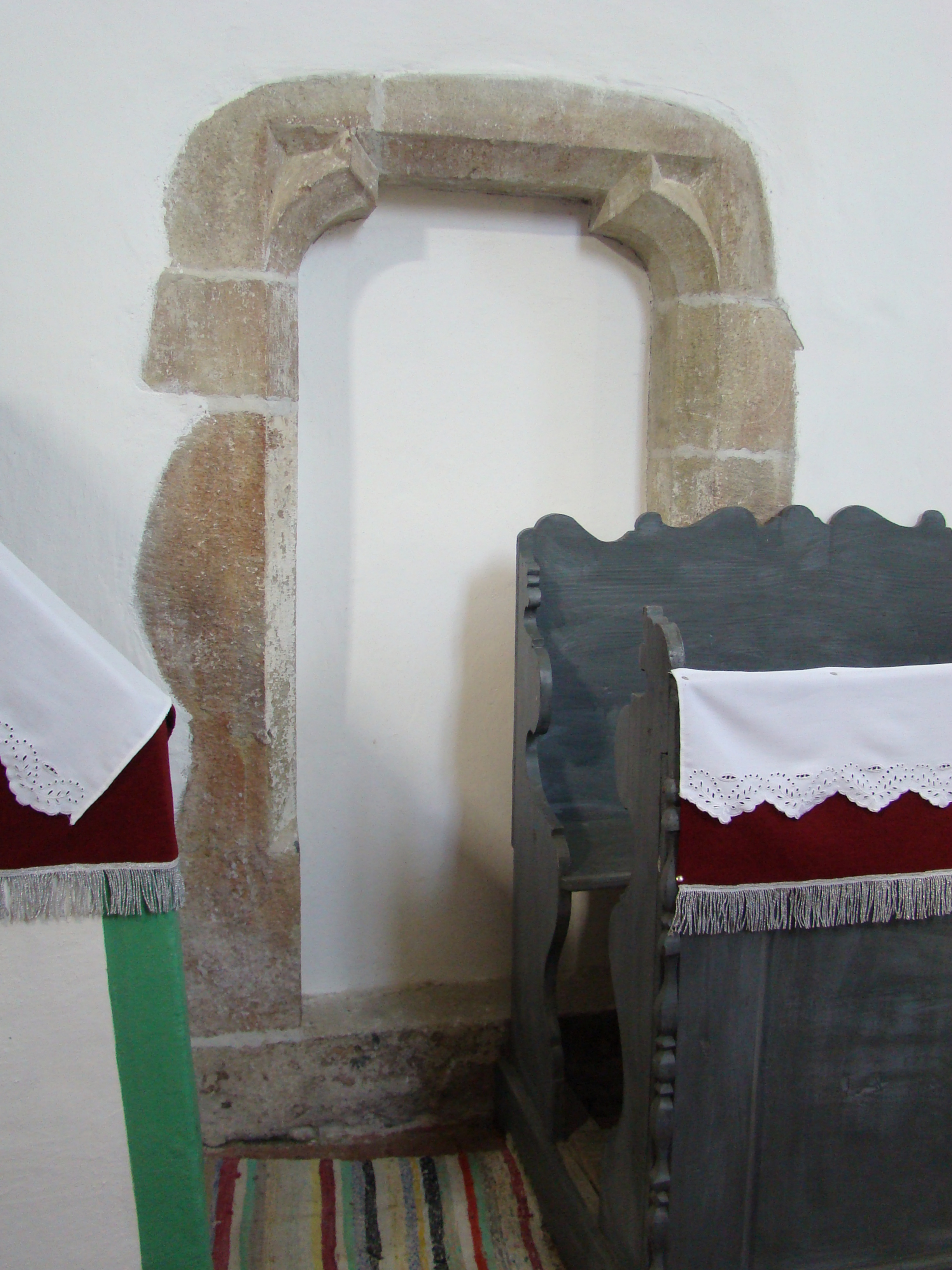
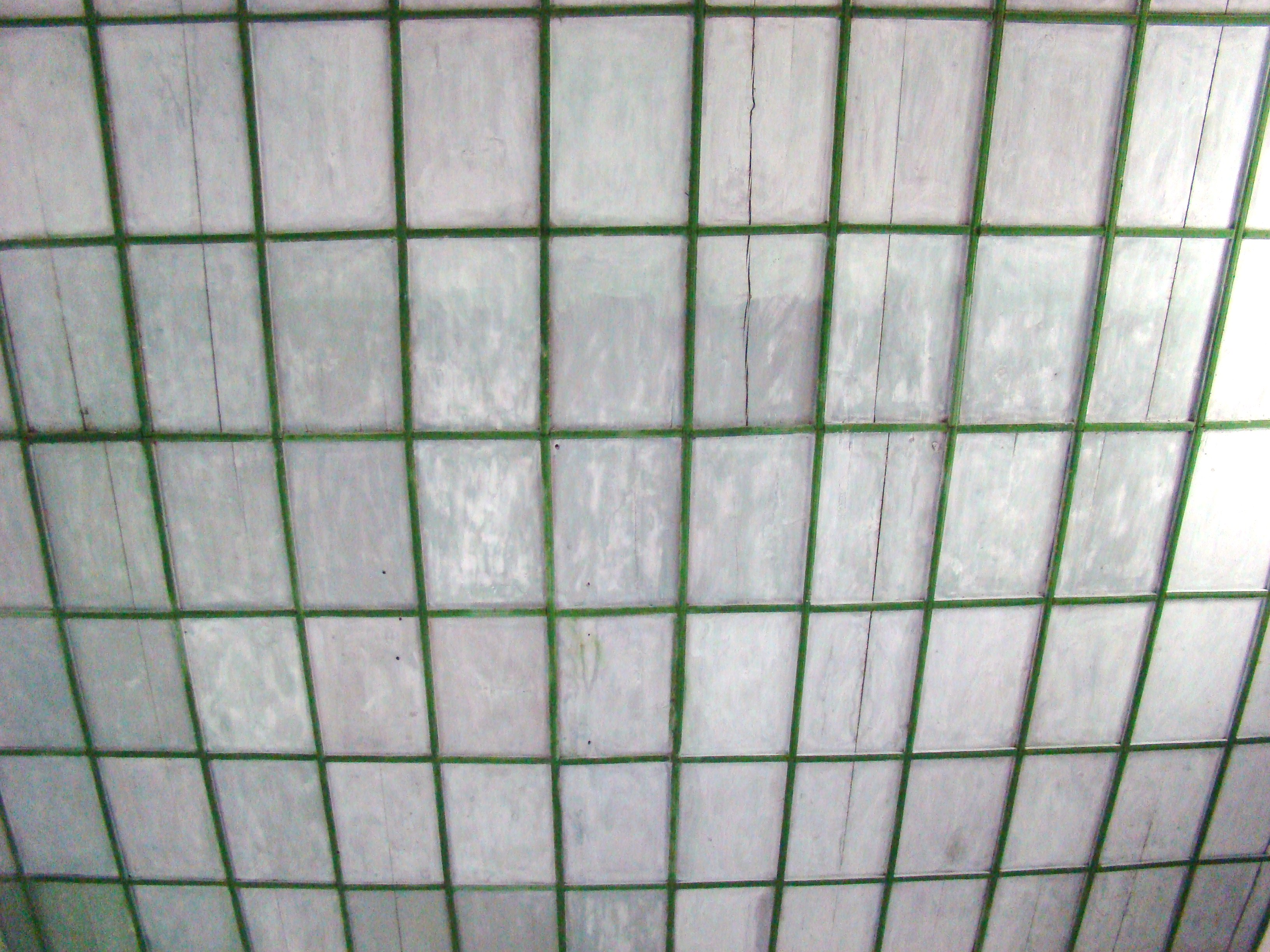
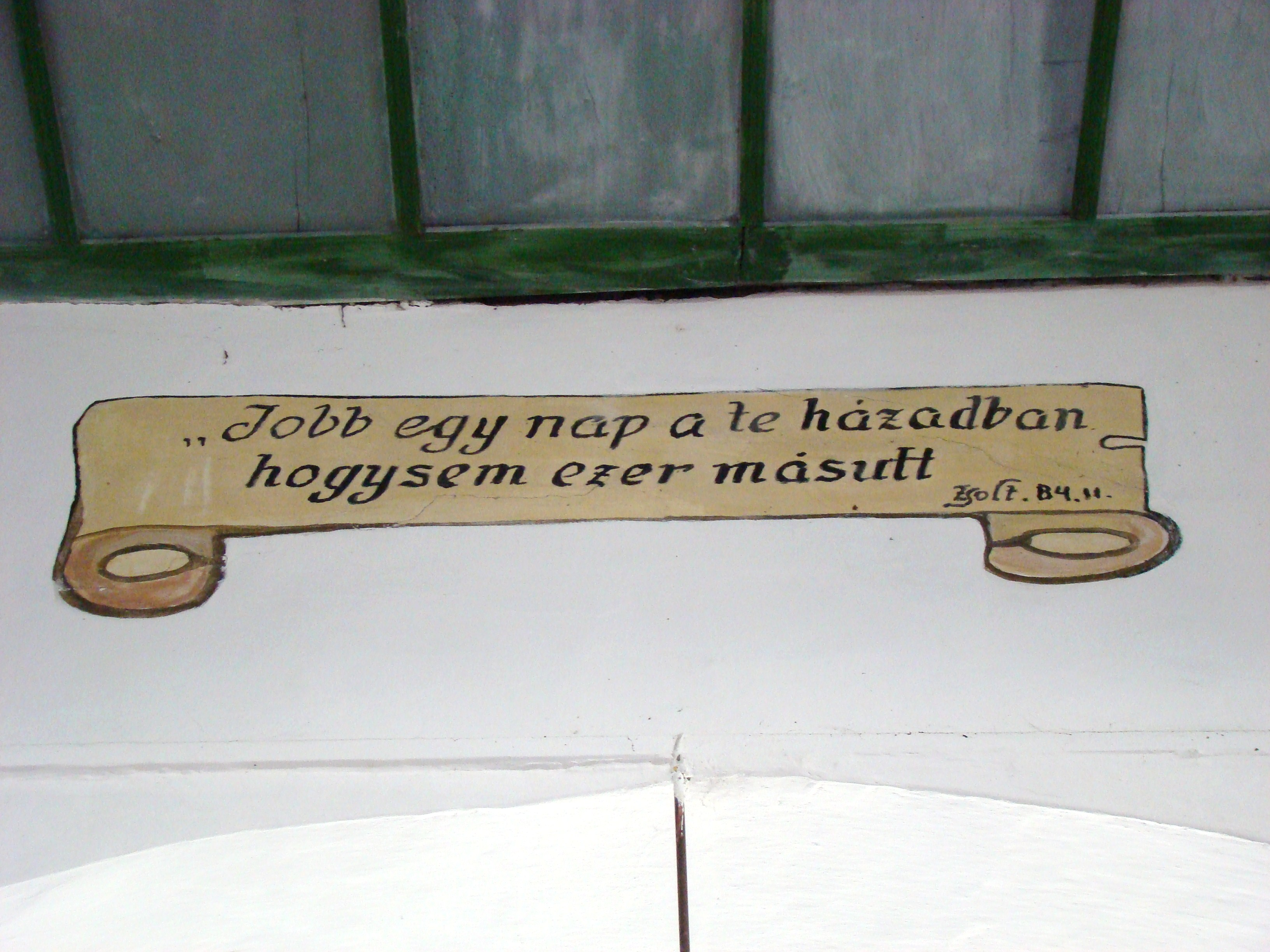
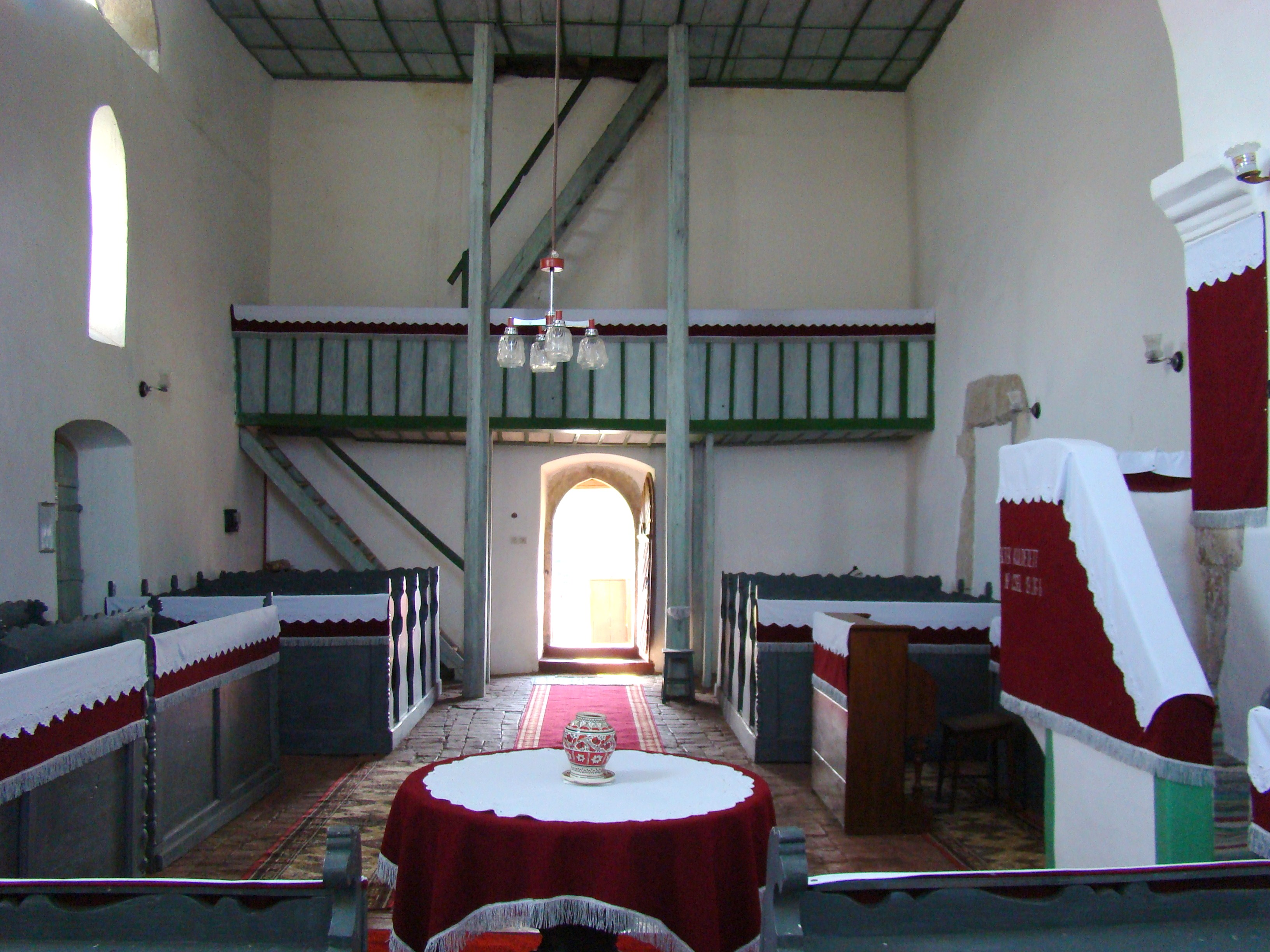
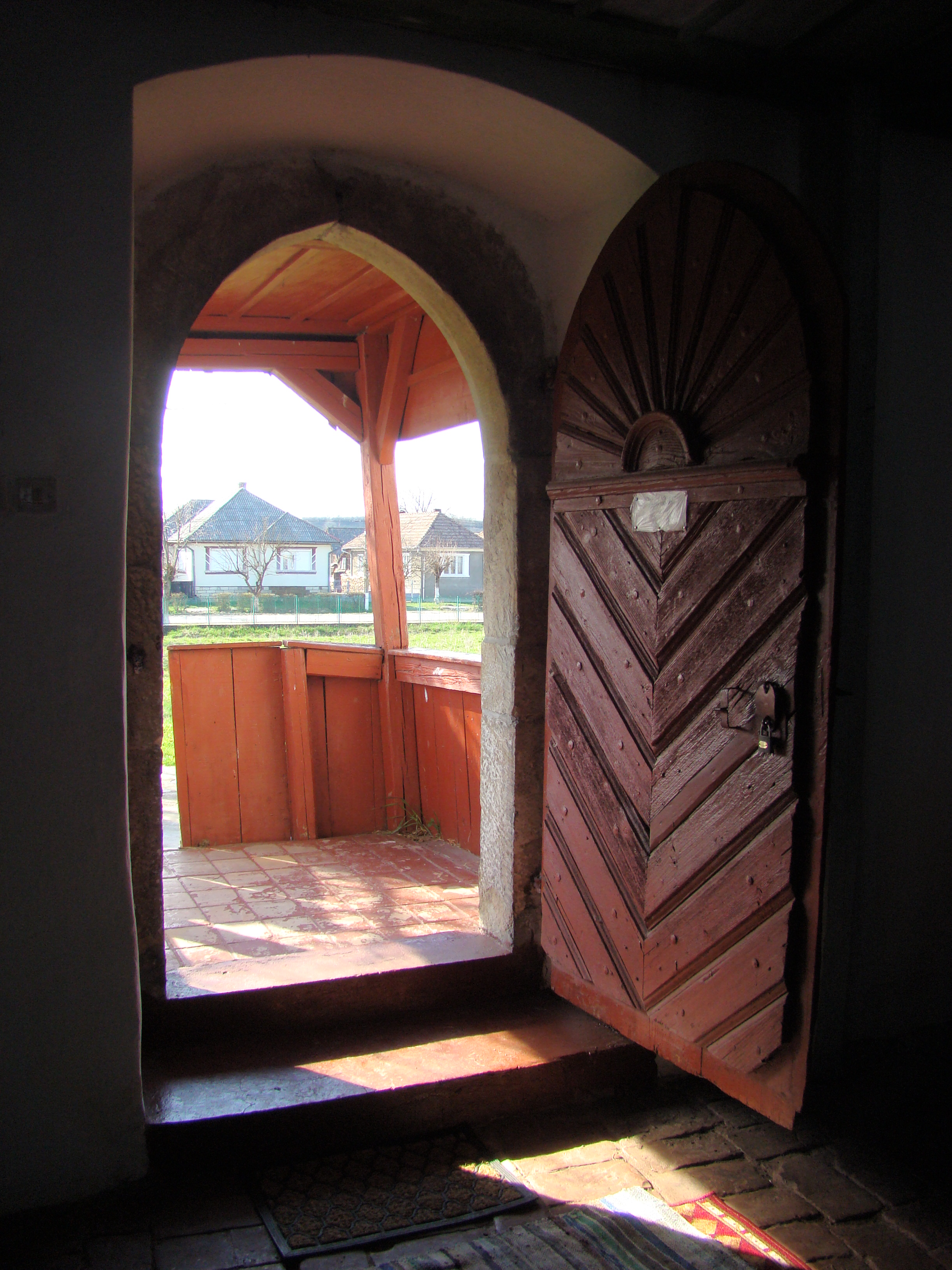
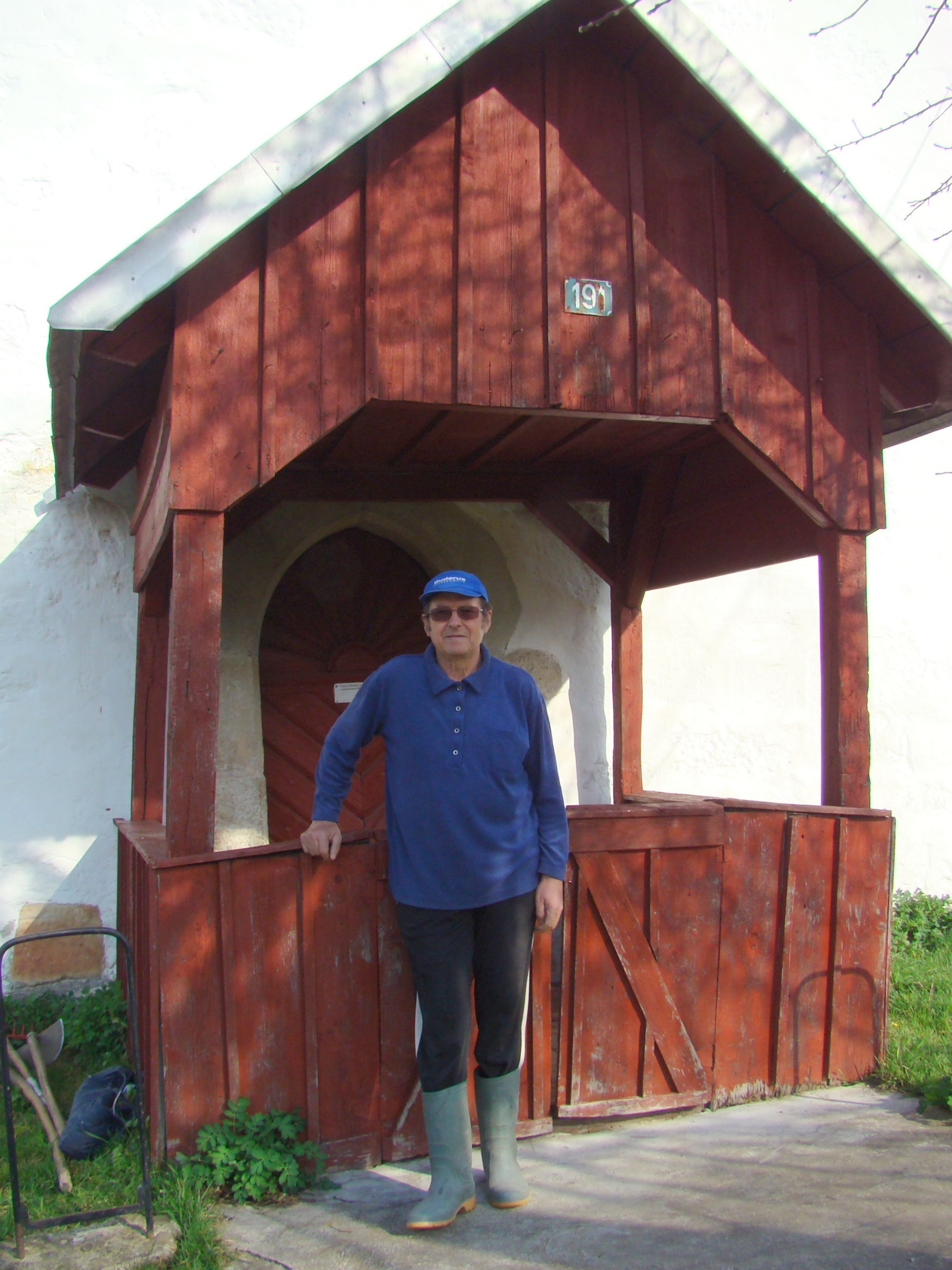
Curatorul bisericii reformate din Șieu-Odorhei: Francisc Pasztor